# Стюарт, Джеб
Джеймс Юэлл Браун «Джеб» Стюарт (англ. James Ewell Brown «J.E.B.» Stuart; 6 февраля 1833, округ Патрик, Виргиния, США — 12 мая 1864, Ричмонд, Виргиния, США) — американский военный, кавалерист, генерал-майор армии Конфедеративных Штатов Америки во время Гражданской войны в США. Стал известным благодаря грамотному использованию кавалерийской разведки и поддержке наступательных операций кавалерией. Генерал Ли называл его «глазами и ушами» своей армии.
Стюарт окончил Вест-Пойнт в 1854 году, служил в Техасе и Канзасе, в качестве добровольца участвовал в подавлении восстания Джона Брауна. После сецессии Вирджинии покинул армию США и вступил в армию Конфедерации, где вскоре возглавил кавалерийскую дивизию Северовирджинской армии. Он быстро прославился на Севере и Юге, совершив два рейда вокруг Потомакской армии (июнь и октябрь 1862). Весной 1863 года, после ранения генерала Джексона в сражении при Чанселорсвилле, Стюарт временно командовал вторым пехотным корпусом армии генерала Ли. В ходе Геттисбергской кампании кавалерия Севера застала его врасплох в сражении у станции Бренди, что нанесло ущерб его репутации. Во время вторжения в Пенсильванию Стюарт предпринял очередной рейд и был отрезан от основной армии, что лишило генерала Ли информации о манёврах противника и во многом повлияло на исход сражения при Геттисберге. Историки до сих пор не сошлись во мнениях относительно меры вины Стюарта в этом провале.
Когда началась Оверлендская кампания, Стюарт успешно выявил наступление Гранта на Спотсильвейни и, командуя пехотой и кавалерией, сумел задержать противника у Спотсильвейни до подхода основной армии. Раздосадованный неудачей, федеральный генерал Шеридан предпринял рейд на Ричмонд; Стюарт атаковал его дивизию в сражении при Йеллоу-Таверн, где в ходе неравного боя был смертельно ранен.

## Происхождение, детство и юность

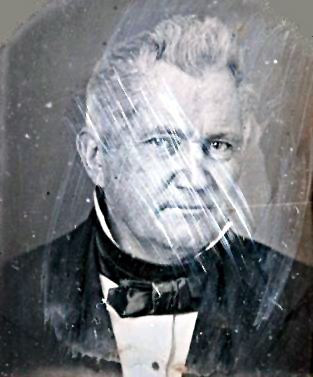
Арчибальд Стюарт (1795—1855)

Вирджинские Стюарты имели смешанное шотландско-ирландское происхождение. Арчибальд Стюарт первым из семейства покинул Лондондерри в 1726 году и отправился в Пенсильванию. Будучи пресвитерианином, он бежал от религиозных преследований, оставив жену Жанет и двух детей, которые присоединились к нему позже, в 1738 году. Семья поселилась в вирджинском округе Огаста. Здесь родился их второй сын Александр (в 1733 или 1734), всю жизнь проживший в долине Шенандоа. Когда началась война за независимость, он вступил в вирджинское ополчение и служил майором в полку Сэмюэла Макдауэлла. В сражении при Гилфорд-Кортхауз он возглавил полк, повёл его в атаку, был ранен и попал в плен. Через шесть месяцев его освободили, и он вернулся в долину Шенандоа.
Майор Стюарт был женат трижды. От второй жены, Мэри Мур Пакстон, он имел сына Александра, который родился 11 мая 1770 года. Существует недоказанное утверждение, что именно он изменил свою фамилию Stewart на Stuart. Александр Младший стал известным в Иллинойсе и Миссури юристом. Он также был трижды женат и от первой жены Нэнси Энн Дабни имел двух детей — Арчибальда (р. 1795) и Энн Дабни (р. 1798). Он умер в 1832 году в Стаутоне. Его сын Арчибальд также стал юристом и политиком, служил в артиллерии во время войны 1812 года, затем стал изучать право и открыл практику в округе Кэмпбелл. В 1819 году его избрали в палату представителей от этого округа.
17 июня 1817 года Арчибальд женился на Элизабет Летчер Пэннил (р. 1801) из округа Питтсильвания и поселился на ферме под Линчбергом. В 1829 и 1850 годах Арчибальд был делегатом вирджинского конституционного конвента, служил в Сенате Вирджинии и в Сенате США (1852—1854). Историк Эмори Томас писал, что к 1860 году его достижения в политике были не меньшими, чем у Авраама Линкольна. В 1828 году Арчибальд отдал свою ферму в округе Кэмпбелл родственнику, который в обмен уступил ему имение в округе Патрик. Там в 1831 году Арчибальд построил усадьбу Лорел-Хилл. В этом доме в среду 6 февраля 1833 года в 23:30 родился их сын, которого они назвали в честь Джеймса Юэлла Брауна, мужа сестры Арчибальда, Энн Дабни.

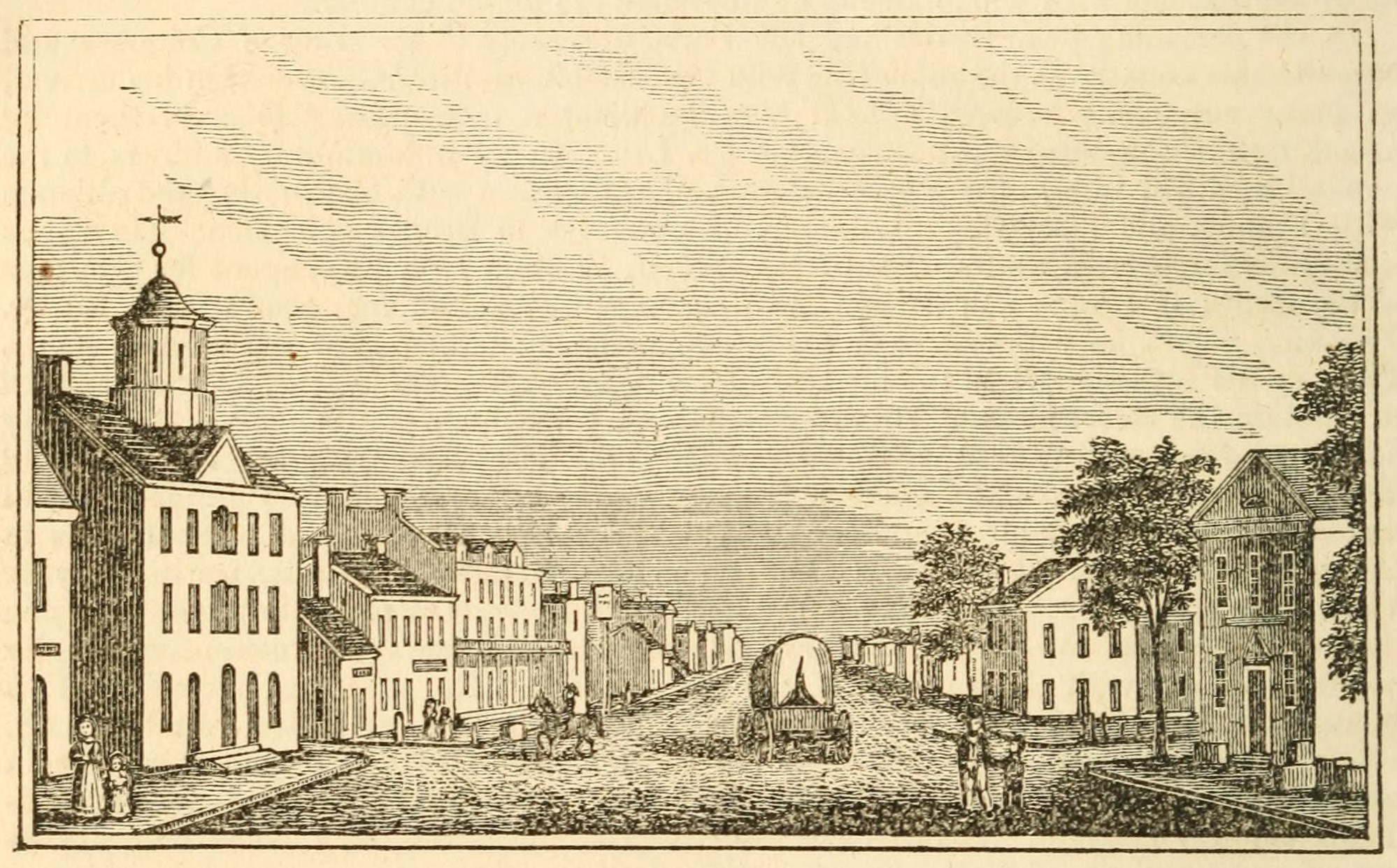
Уитвилл в 1845 году

Стюарт рос в окружении многочисленных братьев и сестёр. Старше его были семеро: Нэнси Энн Дабни (р. 1818), Бетения Пэнилл (р. 1819), Мэри Такер (р. 1821), Дэвид Пэнилл (р. 1823), Уильям Александр (р. 1826) Джон Дабни (р. 1828) и Коламбия Лафайет (р. 1830). Младше его были: Виргиния Джозефина (1836—1842) и Виктория-Августа (р. 1838). Он любил рыбалку, охоту и верховую езду. Один из его друзей вспоминал потом, что Стюарт не любил, когда ему возражали и когда с ним спорили. Он не любил проигрывать и особенно остро переживал, когда проигрывал в игре в шарики. Первое время детей обучала мать, но в 1845 году Стюарта передали на обучение частным учителям в Уитвилл. Там ему преподавали историю, основы математики, алгебру, латынь и греческий. Между тем зимой 1847 года его родной дом сгорел и восстановлен не был. Летом 1848 года Стюарт поступил в колледж Эмори и Генри в округе Вашингтон. В первый же год обучения он стал членом методистской церкви.
Точно не известно, когда Стюарт задумался о карьере военного. Летом 1848 года он пытался поступить в регулярную армию, но не прошёл по возрасту. Зимой 1850 года он попросил у президента колледжа рекомендацию для поступления в Вест-Пойнт. Он был принят в Вест-Пойнт при содействии конгрессмена от партии вигов Томаса Гамлета Эверетта, который попал в Конгресс в том же году, победив на выборах Арчибальда — отца Стюарта. 5 апреля 1850 года он был уведомлен письмом, что принят. Официальный документ о зачислении Стюарта был подписан президентом Тейлором 30 июня.

## Вест-Пойнт

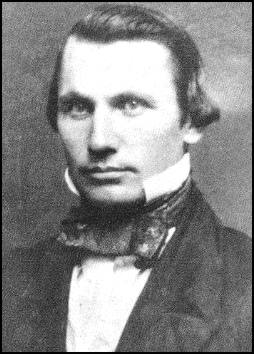
Стюарт в годы обучения в Вест-Пойнте

В мае Стюарт отправился через Линчберг и Шарлоттсвил в Вашингтон, где гулял у Белого дома, видел президента Тейлора и посетил сессию Конгресса, где слушал выступления Даниела Уэбстера, Генри Клея, Джефферсона Дэвиса и Сэма Хьюстона. Оттуда через Балтимор и Нью-Йорк он отправился в Вест-Пойнт. Июнь и июль кадеты провели в полевом лагере, а в сентябре начался учебный год, и их перевели в казармы. Соседями Стюарта по комнате стали Джадсон Бингхам из Индианы и вирджинец Чарльз Роджерс. Несмотря на непривлекательную внешность, Стюарт был весёлым и жизнерадостным человеком, легко заводил знакомства. Среди его друзей были Кастис Ли, Джон Пеграм, Уильям Пендер и Стивен Ли. В одном классе с ним учились Джеймс Дешлер, Оливер Ховард, Томас Ружер и Бенжамин Дэвис. Классом старше учились Джеймс Макферсон, Джон Скофилд, Филип Шеридан, Джон Худ и Джон Чемблисс.
Стюарт не обладал красивой внешностью, хотя и не считался самым некрасивым человеком в корпусе (таковым считали Уильяма Террила). Но по какой-то причине уже на первом курсе он получил прозвище «Красавчик» (Beauty). Возможно, так назвали его те, кто видел его верхом; Стюарт ещё до Академии был отличным наездником, а в Вест-Пойнте ещё больше усовершенствовал свои навыки. Прозвище прочно привязалось, и даже много лет спустя, в годы войны, бывшие одноклассники обращались к нему в письмах: «Дорогой Красавчик».
Кадеты проходили экзамены каждый год в январе и июне. По итогам они ранжировались в список от лучшего к худшему, и этот список публиковался. «Так что если человек дурак, то это знают все, — писал Стюарт, — если же он впереди, то это тоже знают все, кто хочет». По итогам экзамена января 1851 года Стюарт стал 8-м из 93 кадетов. 22 кадета были отчислены в том месяце за неуспеваемость. На июньских экзаменах он остался 8-м, а после экзаменов июня 1852 года стал 7-м из 60 кадетов. В августе того года он получил увольнение и посетил домашних, а когда вернулся, академию возглавил новый суперинтендант — майор Роберт Эдвард Ли. Ли сразу навёл в академии более жёсткую дисциплину. Кроме того, по субботам он обыкновенно приглашал к себе на обед нескольких кадетов. Чаще среди них был его сын Кастис Ли, которого время от времени сопровождал Стюарт. Впоследствии жена суперинтенданта Мэри Кастис Ли писала, что Стюарт стал как будто членом их семьи, а сам Стюарт писал, что она относилась к нему как к сыну.
По итогам выпускного экзамена в июне 1854 года Стюарт стал 13-м из 46 кадетов. Кастис Ли был первым, Томас Ружер 3-м, Оливер Ховард 4-м, а Джон Пеграм 10-м. 14-м был Арчибальд Грейси. Лучше всего Стюарт сдал английский и французский (7-е место), хуже всего инженерное дело (29-е место). 1 июля 1854 года он получил временное звание второго лейтенанта регулярной армии.

## Служба в армии США
Окончив Академию, Стюарт отправился домой ждать назначения. Оно пришло в сентябре, датированное 14 августа: Стюарт был определён в полк конных стрелков в Техас. Он отправился в Вашингтон и Нью-Йорк за снаряжением, а затем отбыл на пароходе в Сент-Луис на Миссисипи и задержался там на некоторое время ввиду эпидемии в Новом Орлеане. Скучая в Сент-Луисе, он писал, что горит от нетерпения скорее показать себя в бою. «Не знаю, чем это кончится, — писал он, — но я стараюсь всегда быть готовым к худшему». Прибыв в Новый Орлеан (город его не впечатлил), Стюарт отправился на пароходе в Галвестон, затем в Корпус-Кристи, а оттуда — верхом в Форт-Макинтош в Ларедо и прибыл на место 28 декабря. Здесь он узнал, что его рота ушла в экспедицию на запад, отправился следом и догнал роту 28 января 1855 года в Форт-Дэвисе.
Полк конных стрелков в то время был разбросан по фортам — по две роты в каждом — для охраны поселенцев от набегов команчей. По прибытии в роту Стюарт три месяца провёл в разведывательных рейдах в плохих погодных условиях и с урезанными рационами. Именно в это время он отрастил бороду, которую не брил до конца жизни. Ему нравилась природа прерий, даже больше, чем родной Голубой хребет, и он жалел только о том, что ему всё не удавалось встретиться в бою с индейцами. 3 марта 1855 года Стюарт получил постоянное звание второго лейтенанта, и в тот же день военный департамент постановил набрать два новых кавалерийских полка: 1-й и 2-й кавалерийские. Стюарта было решено определить в 1-й кавалерийский полк, командиром которого был полковник Эдвин Самнер, подполковником — Джозеф Джонстон, майором — Джон Седжвик. Набор полка происходил в форте Ливенворт. Стюарт прибыл в форт 23 июня, и Самнер назначил его квартирмейстером и временным командиром роты «H». В казарме соседями Стюарта по комнате оказались майор Седжвик и лейтенант Роберт Рэнсом.
В июле 1855 года Стюарт познакомился с Флорой Кук, дочерью Филипа Сент-Джорджа Кука, подполковника 2-го кавалерийского полка. Считается, что это произошло во время кавалерийского смотра. Флора была верхом, и Стюарта впечатлило её умение обращаться с лошадью. Флоре было 19 лет, она только что окончила частную школу в Детройте. Стюарт вскоре предложил ей выйти за него замуж, и она согласилась. Родители дали своё согласие, хотя отец Флоры заметил, что решение было принято слишком быстро. Свадьбу назначили на ноябрь. В те же дни началась экспедиция против индейцев сиу. Подполковник Кук командовал кавалерией, а Стюарт отвечал за снабжение экспедиции. 27 октября Стюарт получил письмо от Флоры, из которого узнал, что 20 сентября умер его отец. Через несколько дней пришло запоздавшее письмо от отца, который писал, что хорошо себя чувствует. Когда экспедиция вернулась в Ливенворт, Стюарт и Флора назначили свадьбу на 14 ноября в форте Рили. В этот день армейский капеллан обвенчал их по обряду епископальной церкви. Стюарт перешёл из методистской церкви в епископальную ещё в Техасе, а семья Флоры принадлежала к этой же церкви.
20 декабря 1855 года Стюарт получил звание первого лейтенанта. Он получил отпуск и 27 декабря отбыл домой, где представил жену родственникам. Отпуск продлился три месяца, и в марте 1856 года Стюарты вернулись в Канзас. В это время в штате начался конфликт между сторонниками и противниками рабства. 2 июня аболиционист Джон Браун захватил в плен отряд миссурийского ополчения. 5 июня Эдвин Самнер с частью своего полка прибыл на место происшествия и потребовал от Брауна отпустить пленных. Стюарт участвовал в этом походе. Ввиду этих событий правительство перенесло задуманный поход на шайеннов на следующий год. 20 мая 1857 года колонна Самнера покинула форт, и Стюарт был квартирмейстером этого отряда. В те дни его свалила лихорадка, и он делал всю бумажную работу, лёжа в постели. 22 июня колонна Самнера пришла в форт Ларами, где соединилась с отрядом Седжвика, и Стюарт принял командование ротой G.
29 июля колонна встретила 350 шайеннов, которые построились для боя на реке Соломон. Самнер приказал атаковать, и шайенны сразу обратились в бегство. Стюарт с тремя товарищами (в частности, с Лансфордом Ломаксом) увлеклись атакой и оторвались от своего отряда. Они настигли индейца, который несколько раз выстрелил в Стюарта из револьвера. Пуля попала прямо в грудь. Стюарта вынесли к основной колонне, где им занялся полковой врач Чарльз Брюер (женатый на Мэри, сестре Флоры). Его доставили в Форт-Флойд, откуда 8 августа обоз с ранеными отправился в форт Керни. По пути проводники сбежали, а командир колонны не знал дороги. Стюарт вызвался добраться до форта Керни и привести помощь. Он отправился в путь 15 августа в сопровождении пяти человек и в полдень 17 августа прибыл в форт, откуда через несколько часов повёл спасательную колонну обратно за ранеными.
Стюарт вернулся в форт Ливенворт, где 14 ноября у него родилась дочь Флора. В конце года его перевели в Форт-Рили. В мае 1858 года он участвовал в походе Седжвика в Юту, где мормоны нападали на обозы на дороге, ведущей из Орегона в Калифорнию. Однако конфликт решился без участия армии, и 29 августа Стюарт вернулся в Форт-Рили. По возвращении он пытался добиться перевода в Вест-Пойнт, где хотел стать инструктором кавалерийской тактики, но его просьбу не удовлетворили. В марте 1859 он получил отпуск на шесть месяцев и уехал в Вирджинию. В это время он изобрёл приспособление для крепления сабли, которое запатентовал 4 октября. Правительство купило право на изобретение за 5000 долларов, которые Стюарт положил в банк в Сент-Луисе под 10 процентов. Занимаясь этими делами, Стюарт в октябре посетил Вашингтон, где навестил Арлингтон, дом Роберта Ли, и провёл там ночь на 17 октября. Утром он отправился в военный департамент, где узнал, что неизвестные захватили арсенал в Харперс-Ферри.

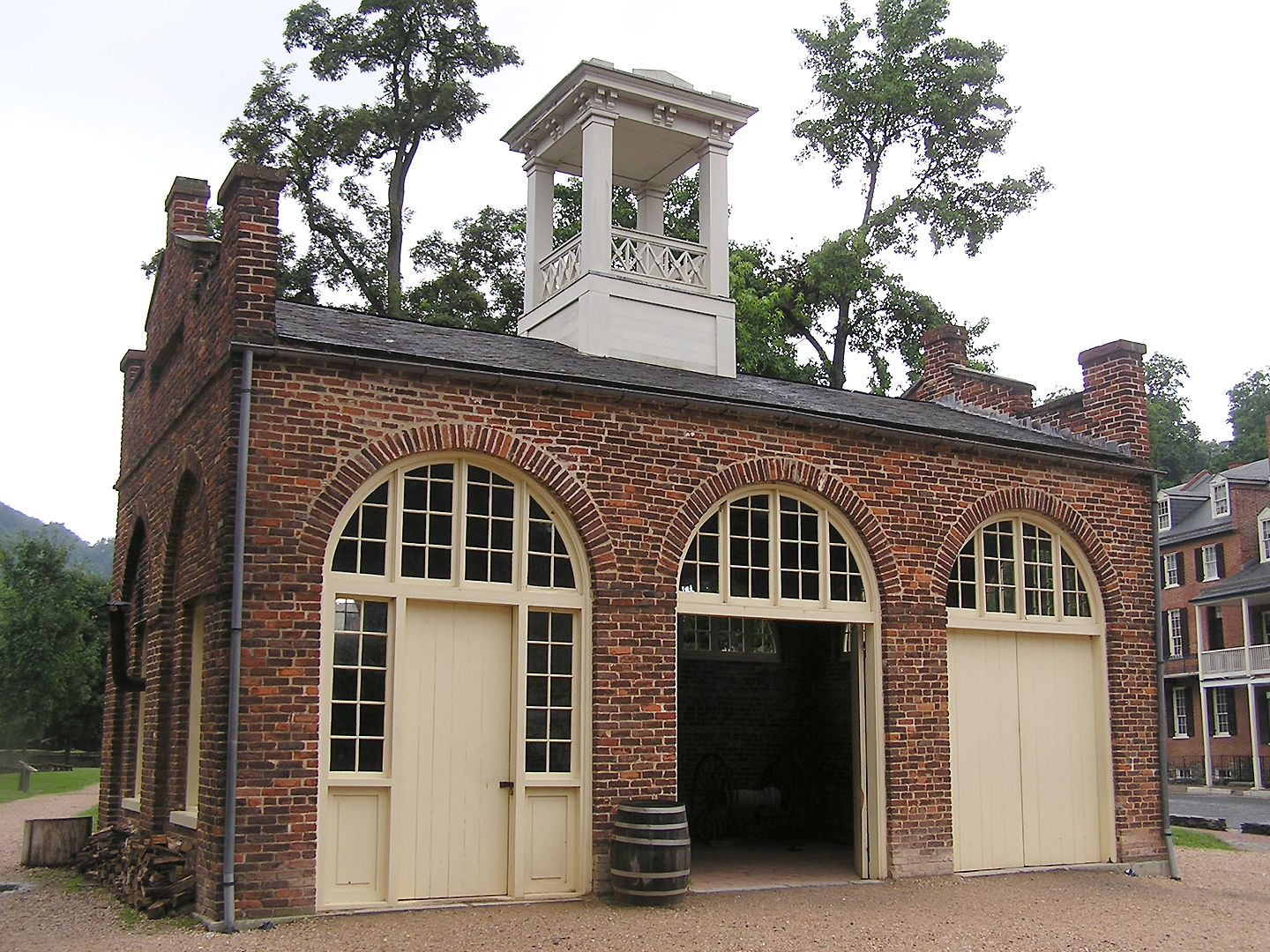
Здание, которое штурмовали морские пехотинцы (реконструкция)

Стюарт предложил свои услуги военному секретарю Флойду. По его приказу он привёл в Белый дом Роберта Ли, где Флойд, Ли и Стюарт обсудили ситуацию с президентом Бьюкененом. Президент распорядился отправить в Харперс-Ферри роту морской пехоты, Ли был назначен её командиром, а Стюарт — адъютантом при Ли. Ли и Стюарт на поезде отбыли в Сэнди-Хук, где в 10:00 нагнали роту. Выяснилось, что 19 аболиционистов захватили заложников и заперлись в кирпичном доме. 18 октября Ли приказал окружить здание для хранения противопожарной техники, где засели аболиционисты, и в 07:00 Стюарт передал им письменное требование Ли о капитуляции. Стюарт узнал в главаре Джона Брауна. Браун отказался сдаться на предложенных условиях, и Стюарт махнул шляпой, давая сигнал к штурму. Когда здание было захвачено, а Браун взят в плен, Стюарт забрал себе его нож Боуи в качестве сувенира. Очевидец потом вспоминал, что кто-то спросил Брауна, за какую плату (wages) тот нанимал своих сторонников, на что Стюарт заметил: «Плата за грех — смерть». На это Браун сказал: «Молодой человек, если бы вы были моим пленным, я бы не оскорблял вас».
11 ноября Стюарты отправились обратно на запад. По пути, в Сент-Луисе, он прошёл конфирмацию в одной из епископальных церквей. Вернувшись в Форт-Рили, он возглавил роту «G» и занялся подготовкой к весеннему походу на индейцев. 15 мая четыре роты под командованием Седжвика выступили в экспедицию против индейцев кайова и команчей, на которую ушло четыре месяца. В его отсутствие, 26 июня, родился его сын, которого назвали Филип Сент-Джордж Кук Стюарт. Стюарт вернулся в форт в августе, а в октябре его послали обустраивать только что построенный Форт-Уайз.

### Сецессия
20 декабря Южная Каролина вышла из состава Союза, а за ней последовали ещё шесть штатов. Стюарт писал в те дни, что происходящее — «вопрос конституционных прав, без которых Союз станет просто посмешищем… Что до меня, то без колебаний, прав или неправ, один или со всеми, но я с Вирджинией». Он мечтал набрать кавалерийский отряд, надеясь, что этот «легион Стюарта» прославится как «легион Ли» в годы войны за независимость. 2 февраля он получил отпуск на шесть месяцев и в апреле стал готовиться к отъезду. Всем уже было понятно, что он не вернётся. «Стюарт, вы делаете неверный шаг, — сказал ему Джон Седжвик, — но я не могу осуждать вас за то, что вы идёте защищать свой родной штат». Сецессия привела к расколу и в семье Флоры. Её отец остался в федеральной армии, мать и сестра остались с отцом, а брат и сестра Мария встали на сторону Юга.
Стюарты отправились на восток через форт Ливенворт и Каир, где 3 мая Стюарт отправил в Вашингтон заявление об увольнении из федеральной армии. В тот же день он написал в Монтгомери, столицу Конфедерации, что готов вступить в армию — желательно в кавалерию, лёгкую артиллерию или лёгкую пехоту. Через несколько дней Стюарт прибыл в родной Уитвилл, оставил там семью и отправился в Ричмонд. Где-то в эти дни он получил известие, что 22 апреля ему присвоили звание капитана регулярной армии. Но это уже не имело значения.

## Гражданская война
9 мая 1861 года Стюарт прибыл в Ричмонд, где губернатор Летчер присвоил ему звание подполковника пехоты в армии Вирджинии. Затем он посетил главнокомандующего вирджинской армией генерал-майора Роберта Ли, который приказал ему без промедления отбыть в Харперс-Ферри и поступить в распоряжение полковника Томаса Джексона. 10 мая Стюарт прибыл на место, где впервые увидел Джексона. Прежде они могли видеться в Харперс-Ферри во время подавления восстания Джона Брауна, но в любом случае Стюарт практически не знал этого человека. Они произвели друг на друга хорошее впечатление, и со временем их отношения переросли в дружбу.
Так как у Стюарта были хорошие навыки кавалериста и инструктора, Джексон решил вопреки назначению в пехоту перевести Стюарта в кавалерию. Поскольку кавалерией уже командовал Тёрнер Эшби, Джексон разделил кавалерию на два полка; Стюарту поручили несколько кавалерийских рот, набранных в долине Шенандоа, из которых был сформирован 1-й кавалерийский полк. 23 мая командование войсками в Харперс-Ферри принял Джозеф Джонстон. Проинспектировав кавалерию, он написал в рапорте, что кавалерия Стюарта находится в хорошем состоянии, лошади хороши, выучка наездников хороша, и они неплохо показывают себя в разведке и пикетной службе. 15 апреля Джонстон оставил Харперс-Ферри и отступил вверх по долине, а Стюарт и Эшби прикрывали отход. Стюарт полагал, что раз противник имеет преимущество в численности, то этому можно противопоставить превосходство в качестве. Он заставлял кавалеристов каждый день ввязываться в перестрелки, уходить от преследования и вырываться из окружения.
Утром 2 июля Стюарт заметил, что федеральный отряд перешёл Потомак, и донёс об этом Джексону, который вышел навстречу с 5-м Вирджинским пехотным полком. Две роты Стюарта прикрывали фронт Джексона, а сам Стюарт с ротой «Е» пробрался на правый фланг противника. Началось сражение при Хукс-Ран: в разгар сражения Стюарт обнаружил роту «I» 15-го Пенсильванского полка. В одиночку приблизившись к федералам, которые приняли его за своего, он достал револьвер и приказал роте сдаться. Пенсильванцы подчинились; в плен попали 46 человек, включая лейтенанта.

### Манассаская кампания

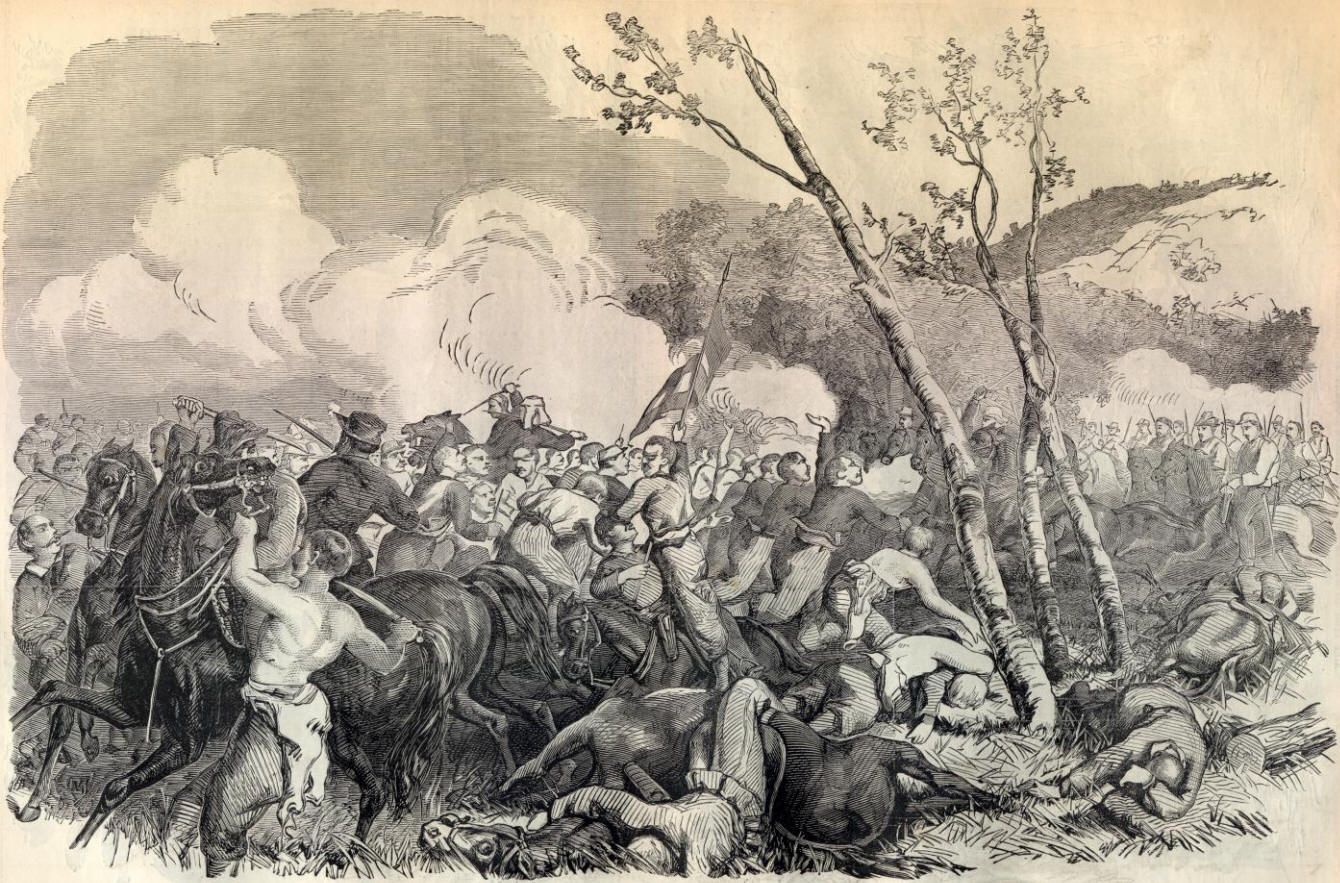
Атака Стюарта при Булл-Ран в изображении федеральной прессы

16 июля федеральная армия Роберта Паттерсона перешла Потомак, нацеливаясь на Винчестер. Одновременно с этим армия Макдауэлла начала наступление на Манассас. Джонстон решил скрытно перебросить свою армию под Манассас. 18 апреля Джонстон начал переброску войск, а Стюарту было поручено прикрывать этот манёвр. Он, вероятно, ещё не знал, что 16 июля ему присвоили звание полковника. Утром 19 июля кавалерия Стюарта также покинула долину, прибыла в Пидмонт, а к вечеру 20 июля присоединилась к армии у Манассаса. 21 июля началось первое сражение при Булл-Ран. Кавалерия всё утро простояла в тылу, а днём Джонстон приказал Стюарту прикрыть фланги армии у холма Генри, где сражалась бригада Джексона. Стюарт разделил полк на две части, возглавив ту часть, что отправилась на левый фланг. Прибыв на место, он наткнулся на (зуавский) 11-й Нью-Йоркский пехотный полк, который по ошибке принял за своих. Полк был расстроен неудачной атакой, Стюарт крикнул им: «Не бежать, парни, мы здесь!» — и тут же увидел федеральный флаг. Стюарт приказал атаковать; две его роты вломились в ряды зуавов, прорвались сквозь них и сумели вернуться на исходную позицию. Стюарт потерял 9 человек убитыми и 16 ранеными, но зуавский полк был окончательно деморализован и начал отход.
Когда федеральная армия стала отступать, кавалерия Стюарта начала преследование, но оно быстро захлебнулось из-за большого количества пленных. На следующий день он возобновил преследование, достигнув Фэйрфакса, откуда отправил разведчиков в сторону укреплений Александрии. Ему удалось узнать, что в тот день Макдауэлл и Паттерсон были отстранены от командования армией. Джонстон и Борегар хорошо отозвались о Стюарте в своих рапортах. В последующие два месяца на Стюарта легла ответственность по охране границы в окрестностях Вашингтона. Он разместил свой штаб в Мэнсонс-Хилл около Аннандейла и расставил вокруг Вашингтона линию пикетов и наблюдательных постов. Каждый такой пост состоял из 4—6 человек, включая одного офицера. Один из них верхом на лошади располагался на передовой позиции, метрах в 200 от остальных; постовые сменялись каждые четыре часа. Джон Мосби впоследствии вспоминал, что иногда они оставались на посту по 24 часа, а с одного поста Стюарту пожаловались, что их не сменяли 36 часов. «Чушь, — ответил Стюарт, — не сказать, что вы очень устали. Вон кукурузное поле, идите туда и будет вам завтрак. Вам нечего делать в лагере, я знаю. Там тоска, а всё интересное здесь. Будь моя воля, я никогда бы не возвращался в лагерь». Джон Эгглстон, служивший при Стюарте, потом писал: «Нечувствительный к усталости, он как будто не понимал, что человеку может быть нужен отдых».
24 сентября 1861 года Стюарт получил звание бригадного генерала. Кавалерия была реорганизована, и Стюарт получил бригаду из шести кавалерийских полков общей численностью 1500 человек, которая к декабрю выросла до 2400.
- 1-й Вирджинский кавалерийский полк, полковник Уильям Джонс, подполковник Фицхью Ли;
- 2-й Вирджинский кавалерийский полк, полковник Ричард Ратфорд, подполковник Томас Манфорд;
- 4-й Вирджинский кавалерийский полк, полковник Беверли Робертсон, подполковник Уильям Уикхэм;
- 6-й Вирджинский кавалерийский полк, полковник Чарльз Филд;
- 1-й Северокаролинский кавалерийский полк, полковник Роберт Рэнсом;
- легион Джеффа Дэвиса, полковник Уильям Мартин.

Также было решено сформировать батарею конной артиллерии, командование которой в ноябре поручили Джону Пелхаму. Впоследствии, в конце осени или зимой, у Стюарта испортились отношения с Джонсоном, а Робертсона он называл самым проблемным человеком из ему известных.

### Дрейнсвилл
20 декабря Стюарт возглавил отряд кавалерии, пехоты и артиллерии (1600 человек), который должен был прикрыть большой обоз, собиравший фураж в Дрейнсвилле. В полдень разведка доложила, что на город наступает пехотная бригада генерала Эдварда Орда, численностью 3400 человек. Стюарт решил атаковать противника, чтобы обоз успел уйти. Он отправил кавалерию сопровождать обоз, а пехоту развернул в боевую линию к югу от Дрейнсвилла. Он послал в атаку 10-й Алабамский пехотный полк, затем 6-й Южнокаролинский и 1-й Кентуккийский. Два полка по ошибке дали залп друг по другу, затем попали под обстрел федеральной артиллерии и стали отступать. Стюарт сумел остановить отступающих, но обоз уже ушёл, поэтому пехоте было приказано начать отход. 11-й Вирджинский пехотный полк прикрывал отступление. За два часа сражения Стюарт потерял 43 человека убитыми, 143 ранеными и 8 пропавшими без вести.
Действия Стюарта при Дрейнсвилле впоследствии вызывали различные оценки у современников и историков. Он действительно сильно рисковал, когда напал на численно превосходящего противника, но всё же спас обоз, что и было его основной целью. Сам же Стюарт назвал произошедшее «славным успехом».

### Полуостров

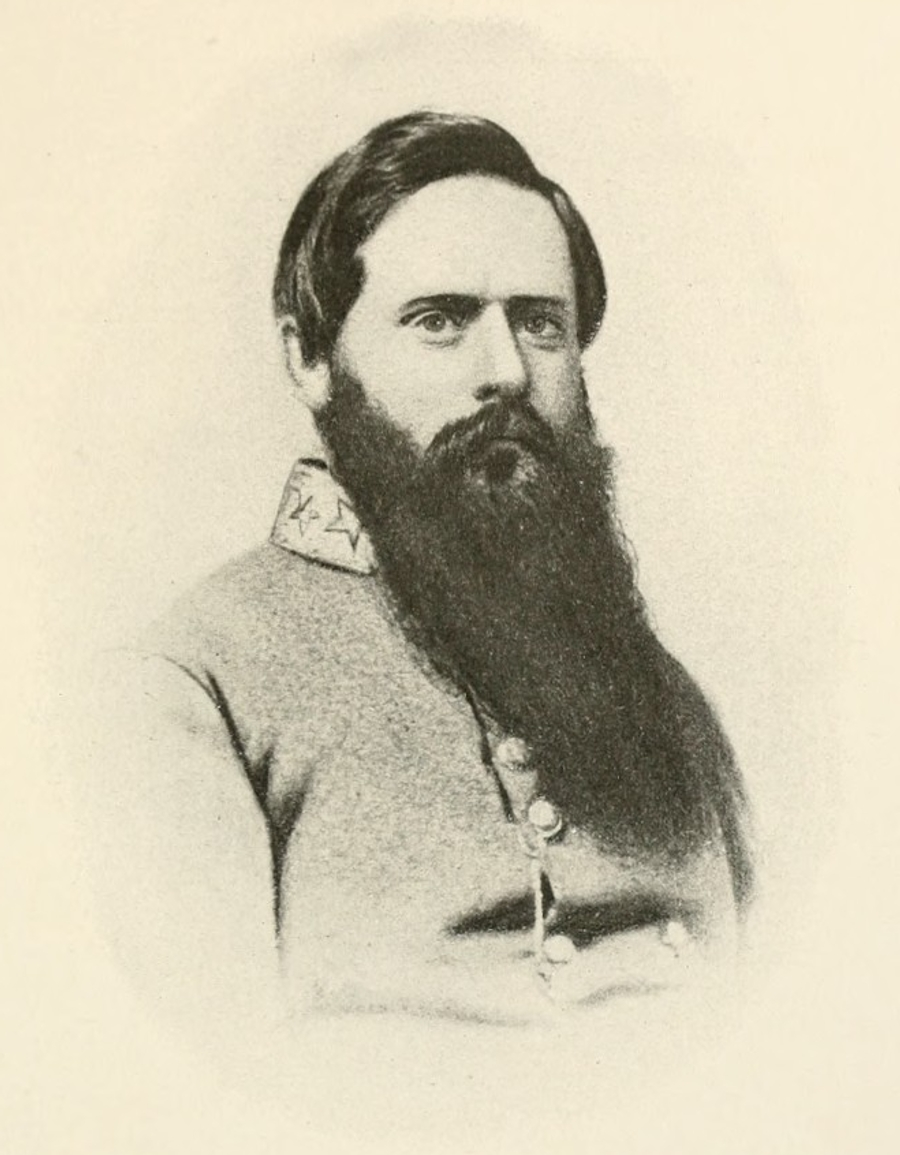
Фицхью Ли в форме полковника

Армия Джонстона простояла в северной Вирджинии до весны. 9 марта Джонстон начал отвод армии за Раппаханок, на более выгодную позицию. Кавалерия прикрывала отступление. Стюарт писал, что федеральная армия едва ли будет наступать прямо на Ричмонд, и предсказывал, что она попробует высадиться на вирджинском побережье. Так и произошло: генерал Макклеллан начал переброску войск на вирджинский полуостров. В середине апреля кавалерия Стюарта отправилась на полуостров, по пути пройдя маршем через Ричмонд. Утром 18 апреля Стюарт был под Йорктауном. Он ожидал крупного сражения и сравнивал осаду Йорктауна с осадой Севастополя.
В 20-х числах апреля в армии прошли перевыборы офицеров. Стюарт воспользовался этим, чтобы избавиться от Уильяма Джонса. 22 апреля Джонс не прошёл выборы, и вместо него командиром 1-го Вирджинского был выбран Фицхью Ли. Джонс написал гневное письмо военному секретарю, где жаловался на тупость Стюарта и требовал отставки. Джонса перевели в 7-й вирджинский, и он так и не простил Стюарту этой истории.
3 мая Джонстон приказал оставить позиции и отойти к Уильямсбергу. Стюарт прикрывал отступление, при этом едва не попав в окружение. 5 мая началось сражение при Уильямсберге; кавалерию держали в резерве, но Стюарт вызвался помогать генералу Лонгстриту и лично занимался размещением пехотных частей на позиции. Сражение закончилось вничью, хотя Стюарт назвал его победой Юга.
Армия продолжала отступать к Ричмонду, а кавалерия Стюарта вела постоянные перестрелки с авангардами противника. 31 мая Джонстон решил атаковать противника, началось сражение при Севен-Пайнс. Лесистая местность не позволяла использовать кавалерию, поэтому Стюарт снова вызвался помогать Лонгстриту. В сражении был ранен генерал Джонстон, и командование принял Роберт Ли. Стюарт написал главнокомандующему большое письмо о том, как он видит стратегическую ситуацию, и предлагал атаковать противника, «поскольку наши войска более пригодны для наступления, чем для обороны». Ли ничего не ответил на это письмо.

### Первый рейд вокруг Макклеллана

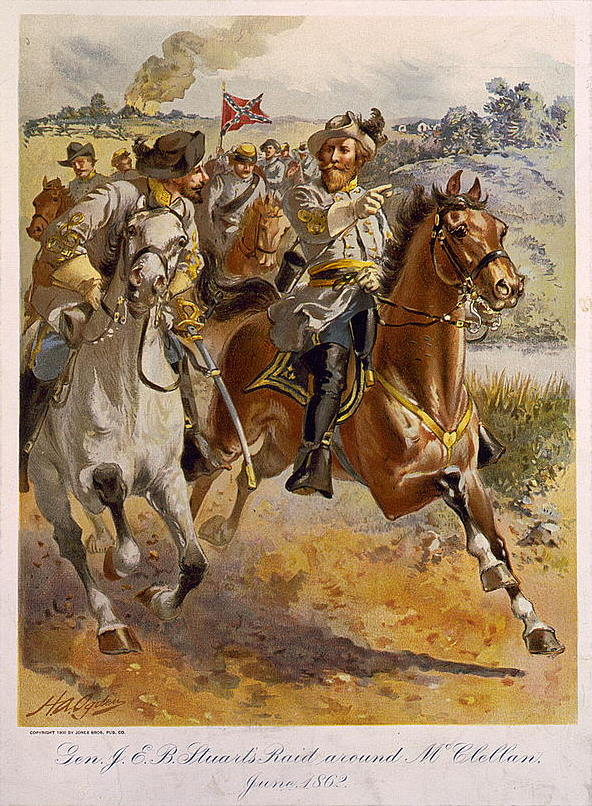
Июньский рейд Стюарта

10 июня генерал Ли вызвал Стюарта в штаб и поручил ему проверить положение правого фланга Потомакской армии. Ли задумывал атаковать этот фланг, и ему надо было понять, где именно он находится и где заканчивается. 11 июня Стюарт получил письменные инструкции; Ли писал, что главная цель всей «экспедиции» — добыча сведений для планирования последующих операций. Стюарт выбрал для рейда 1-й Вирджинский кавполк (Фицхью Ли), 9-й Вирджинский кавполк (Руни Ли) и несколько рот 4-го Вирджинского кавполка, а также отряд под командованием Уилла Мартина, пушку и гаубицу.
Стюарт выступил 12 июня и к вечеру встал лагерем около Эшланда, откуда ночью завернул на плантацию Хикори-Хилл навестить раненого Уильямса Уикхэма. Выступив утром 13 июня, он атаковал небольшой федеральный отряд в Хановер-Кортхауз, перешёл реку Тотопотоми и разгромил лагерь 5-го кавалерийского полка. На этом его миссия была завершена, он выяснил положение на фланге армии противника и мог возвращаться назад. Но вернуться тем же путём означало привлечь излишнее внимание к открытости федерального фланга. Кроме того, противник мог перекрыть ему пути отступления. Стюарт решил пройти по тылам Потомакской армии и вернуться назад в обход её левого фланга. Колонна вышла к станции Тунстолл, где южане рассеяли небольшой федеральный отряд, сожгли склад армейских припасов, разгромили склад у местечка Теллейсвилл и вышли из него уже в полночь. Утром колонна вышла к реке Чикахомини, где за три часа восстановили мост и в 13:00 перешли реку. Пройдя ещё более 30 миль, утром 15 июня отряд Стюарта вернулся в Ричмонд.
Федеральная кавалерия пыталась противодействовать Стюарту, но она была разбросана по корпусам и не смогла сконцентрироваться, чтобы отразить набег 1200 южан. Контрмерами руководил Филип Сент-Джордж Кук, тесть Стюарта, но он действовал слишком медленно и нерешительно. Теперь весь Юг обсуждал то, как Стюарт обхитрил своего родственника.
В ходе рейда Стюарт захватил 165 пленных, 260 лошадей и мулов и нанёс серьёзный материальный ущерб армии противника, потеряв всего одного человека. Это произвело сильное впечатление на общество на фоне многочисленных неудач Конфедерации. «Тут все только о нас и говорят, — писал жене Джон Мосби, — рейд стал сенсацией, какой ты ещё не видела». Газеты писали о «великолепном достижении» и «несравненном манёвре», ричмондская Dispatch написала, что «Стюарт и его отряд теперь навеки в истории», и даже скупой на комплименты генерал Дэниель Хилл сказал, что это «самое лихое дело этой войны». Газеты допускали неточности и преувеличения; с их подачи Стюарт понемногу становился легендой и героем Конфедерации. Генерал Ли ещё не стал знаменит, Борегар был далеко на Западе, и газеты писали, что Стюарт встал в один ряд со знаменитыми Эшби, Морганом и Джексоном.
Историк Эмори Томас писал, что в данном случае Стюарт действительно заслужил свою славу. Его успех был не случайным, это был результат большой проделанной работы. Он провёл тщательную подготовку, детально разведал местность, долго тренировал своих людей, у него были опытные разведчики, проводники и инженеры. И даже в ходе рейда, несмотря на всё внешнее легкомыслие, он оставался серьёзным и внимательным к деталям.
Заслуги Стюарта на полуострове стали поводом для его повышения: 25 июля он получил звание генерал-майора. 28 июля его полки были сведены в две бригады под командованием Фицхью Ли и Хэмптона, которые получили звание бригадных генералов. Хэмптон возглавил первую бригаду как старший по званию (хотя Стюарт хотел, чтобы ею командовал Ли), а Фицхью Ли — вторую. Существовала ещё третья бригада (бывшая Эшби, теперь Робертсона), но она была придана крылу Джексона. Стюарт хотел сформировать и четвёртую бригаду (для Руни Ли), но не получил на это согласия.
Теперь дивизия Стюарта приняла следующий вид:
- Первая бригада, бригадный генерал Уэйд Хэмптон;
  - 1-й Северокаролинский кавалерийский полк, полк. Лоуренс Бэйкер;
  - Легион Кобба, подполковник П. Янг;
  - Легион Джеффа Дэвиса, подполковник Уильям Мартин;
  - Легион Хэмптона, майор Мэттью Батлер;
  - 10-й Вирджинский кавалерийский полк, подполковник З. Магрудер;
- Вторая бригада, бригадный генерал Фицхью Ли;
  - 1-й Вирджинский кавалерийский полк, полк. Тирнан Брайен;
  - 3-й Вирджинский кавалерийский полк, полк. Томас Гуд;
  - 4-й Вирджинский кавалерийский полк, полк. Уильямс Уикхэм[англ.];
  - 6-й Вирджинский кавалерийский полк, полк. Томас Россер;
  - 9-й Вирджинский кавалерийский полк, полк. Руни Ли.

### Северовирджинская кампания
В середине июля федеральная вирджинская армия Джона Поупа начала наступление через Калпепер на Гордонсвилл. Ли отправил на перехват Джексона, армию которого поддерживала кавалерийская бригада Робертсона. Кавалерия Стюарта стояла в Хановер-Кортхаузе, охраняя железную дорогу. В начале августа Джексон высказал Ли своё резкое недовольство генералом Робертсоном. Ли решил, что Джексон преувеличивает, но попросил Стюарта проинспектировать кавалерию Робертсона. Стюарт прибыл к Джексону 10 августа, а 13 августа вернулся в Хановер-Кортхауз и составил рапорт об инспекции кавалерии Робертсона. В тот же день дивизии Лонгстрита присоединились к Джексону у Гордонсвилла, и Ли задумал атаковать противника. Предполагалось, что 18 августа он перейдёт Рапидан, а кавалерия Стюарта пройдёт через Стивенсберг к Раппаханок-Стейшен и разрушит там мост через Раппаханок, лишив Поупа путей к отступлению. Стюарт прибыл в Гордонсвилл утром 17 августа и вместе с Джедедией Хотчкиссом изучил позиции противника с высоты горы Кларка. Вечером он с Херосом фон Борке, Джоном Мосби и Пьером Гибсоном отправился в Вердисвилл, где стал ждать бригаду Фицхью Ли.

Рейд Стюарта на Кэтлет-Стейшен

Утром Стюарта разбудил шум кавалерийской колонны, но вместо бригады Фицхью Ли неожиданно появилась бригада федеральной кавалерии. Стюарт едва успел вскочить на коня, перемахнуть через изгородь и скрыться в лесу. Херос фон Борке уходил по Оринж-Пленк-Роуд под огнём противника. Стюарт потом писал, что скрылся лишь чудом. На террасе дома, где он ночевал, федералы подобрали его шляпу и сумку. Выяснилось, что в плен к противнику попал штабной офицер Стюарта, Норман Фицхью, с приказами от генерала Ли. Фицхью Ли прибыл только 18 августа. В это время северяне сожгли мосты и отступили за Раппаханок. Стюарт написал в рапорте, что вина за произошедшее лежит на Фицхью Ли, который не понял всю важность своевременного прибытия к Вердисвиллу. Фицхью Ли не признавал вины, ссылаясь на то, что из данных ему приказов никак не следовала необходимость тотчас же быть в Вердисвилле 17 августа. Фриман писал, что приказы Стюарта, видимо, были устными, хотя их следовало изложить на бумаге в продуманной формулировке.
20 августа Северовирджинская армия перешла Рапидан и вышла к реке Раппаханок, за которой заняла оборону федеральная Вирджинская армия. Фицхью Ли перешёл Рапидан по броду Келли-Форд, атаковал кавалерию противника, захватил флаг и несколько пленных. Стюарт, находясь при бригаде Робертсона, направился к Бренди-Стейшен, где 7-й Вирджинский кавполк атаковал 2-й Нью-Йоркский под командованием Джадсона Килпатрика и отбросил его к Бренди-Стейшен. Стюарт отправил остальные полки Робертсона в обход, чтобы атаковать с фланга противника у Бренди-Стейшен, но Робертсон заблудился и не вышел к станции вовремя. Полковник Джонс и его 7-й Вирджинский столкнулись с тремя полками противника у Бренди-Стейшен, атаковали их и вынудили отступить за Раппаханок. Запоздалое появление Робертсона закрепило победу. Стюарт захватил 64 пленных, потеряв 3 убитыми и 13 ранеными. Он хорошо отозвался о кавалеристах бригады Робертсона, которые впервые служили под его командованием.
Федеральная армия заняла позицию на рубеже реки Раппаханок. Стюарт предложил провести рейд в тыл противника, чтобы разрушить железную дорогу в его тылу. Ли дал согласие. Стюарт собрал 1500 человек из бригад Фицхью Ли и Робертсона и утром 22 августа выступил в рейд. Обойдя фланг противника, он прошёл через Уоррентон и Оберн и в 19:30 под проливным дождём вышел к станции Кэтлетт-Стейшен на линии железной дороги Ориндж—Александрия. На станции были обнаружены припасы для армии и штабной вагон генерала Поупа. Стюарт велел 9-му Вирджинскому кавполку атаковать станцию, а 1-й и 5-й Вирджинские под командованием Томаса Россера атаковали лагерь неподалёку. Южане быстро обратили в бегство пикеты, перерезали телеграфные провода, захватили штабной вагон, забрав все документы, а также униформу и шляпу генерала Поупа. Но уничтожить мост через Седар-Ран кавалеристам не удалось. В ночь на 23 августа Стюарт повернул обратно, захватив с собой около 300 пленных.
Шляпа и униформа Поупа были найдены кем-то из рядовых, который передал их Фицхью Ли. Тот передал их Стюарту (в виде компенсации за шляпу Стюарта, потерянную в Вердисвилле), который показал их Джексону и отправил в Ричмонд губернатору Летчеру, а тот повесил их в библиотеке Капитолия. Генерал Ли сначала назвал рейд незначительным успехом, так как разрушить мост всё же не удалось. Но вскоре он изменил своё мнение: захваченные документы оказались исключительно ценны; они давали полное представление о манёврах противника и позволяли спланировать дальнейшие ходы.

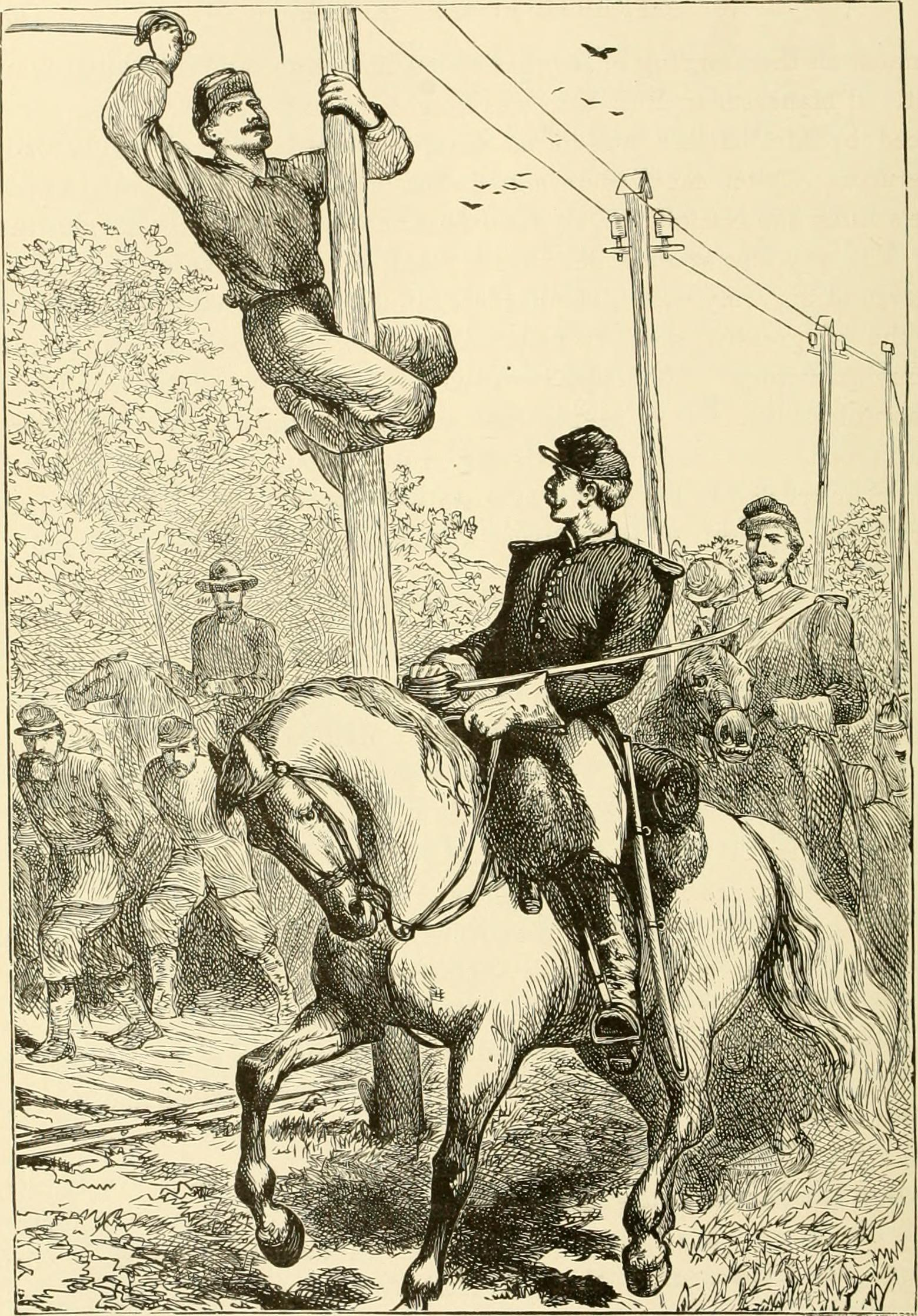
Кавалеристы Стюарта перерезают телеграфные провода

Ли приказал Джексону совершить рейд на станцию Манассас — выйти в тыл армии Поупа и разрушить его коммуникации. Джексон выступил 25 августа со 2-м Вирджинским кавполком в авангарде. Они вышли к Гейнсвиллу, где к ним присоединился Стюарт с бригадами Робертсона и Фицхью Ли. Из Гейнсвилла Джексон послал кавалерию Манфорда к станции Бристо, отправив следом всю дивизию Юэлла. Станция была быстро захвачена, и генерал Тримбл вызвался атаковать соседнюю станцию Манассас-Джанкшен. Джексон утвердил этот манёвр, но поручил общее руководство Стюарту. Стюарт отправил 4-й Вирджинский кавполк в обход станции с фланга, а часть бригады Робертсона поставил в авангарде колонны Тримбла. В 02:00 27 августа станция была захвачена стремительной атакой. Тримбл впоследствии жаловался, что не получил помощи от артиллерии и кавалерии, а сам Стюарт появился у станции только в 7 или 8 часов утра. Вероятно, Тримблу не нравилось подчиняться Стюарту, который был гораздо его моложе. Стюарт в ответ замечал, что всё это время был на виду.
28 августа Джексон покинул Манассас и отступил к Гроветону, где занял оборонительную позицию. Кавалерия Стюарта развернулась впереди и на флангах, патрулируя все подходы к позиции. 29 августа началось второе сражение при Булл-Ран. По приказу Джексона Стюарт встретил идущую на помощь колонну Лонгстрита, описал позицию Джексона и указал пути, которыми было удобнее всего выйти на позицию. После этого Ли поручил ему прикрывать правый фланг Лонгстрита — направление на Манассас. Действуя в этом направлении, Стюарт обнаружил выдвижение корпуса Портера. Он приказал кавалеристам привязать к сёдлам ветки деревьев и поднимать пыль, имитируя перемещения крупных масс пехоты. Лонгстрит прислал на помощь три бригады и несколько орудий. Портер не решился продолжить наступление.
30 августа сражение завершилось мощной фланговой атакой корпуса Лонгстрита. Стюарт сопровождал корпус, подтягивая артиллерию и прикрывая фланги. Он пытался отрезать пути отхода армии противника, что привело к столкновению с бригадой Джона Бьюфорда. На следующий день он снова начал преследование силами бригад Фицхью Ли и Робертсона в направлении на Фэйрфакс. 2 сентября кампания завершилась, став одной из самых удачных кампаний в карьере генерала Ли. Сам Ли писал, что действия кавалерии были исключительно важны и ценны для успеха кампании. Джексон лично выразил Стюарту признательность за эффективную службу. Он даже сказал Дэниелю Хиллу, что Стюарт — его идеал кавалерийского командира.

### Мэрилендская кампания

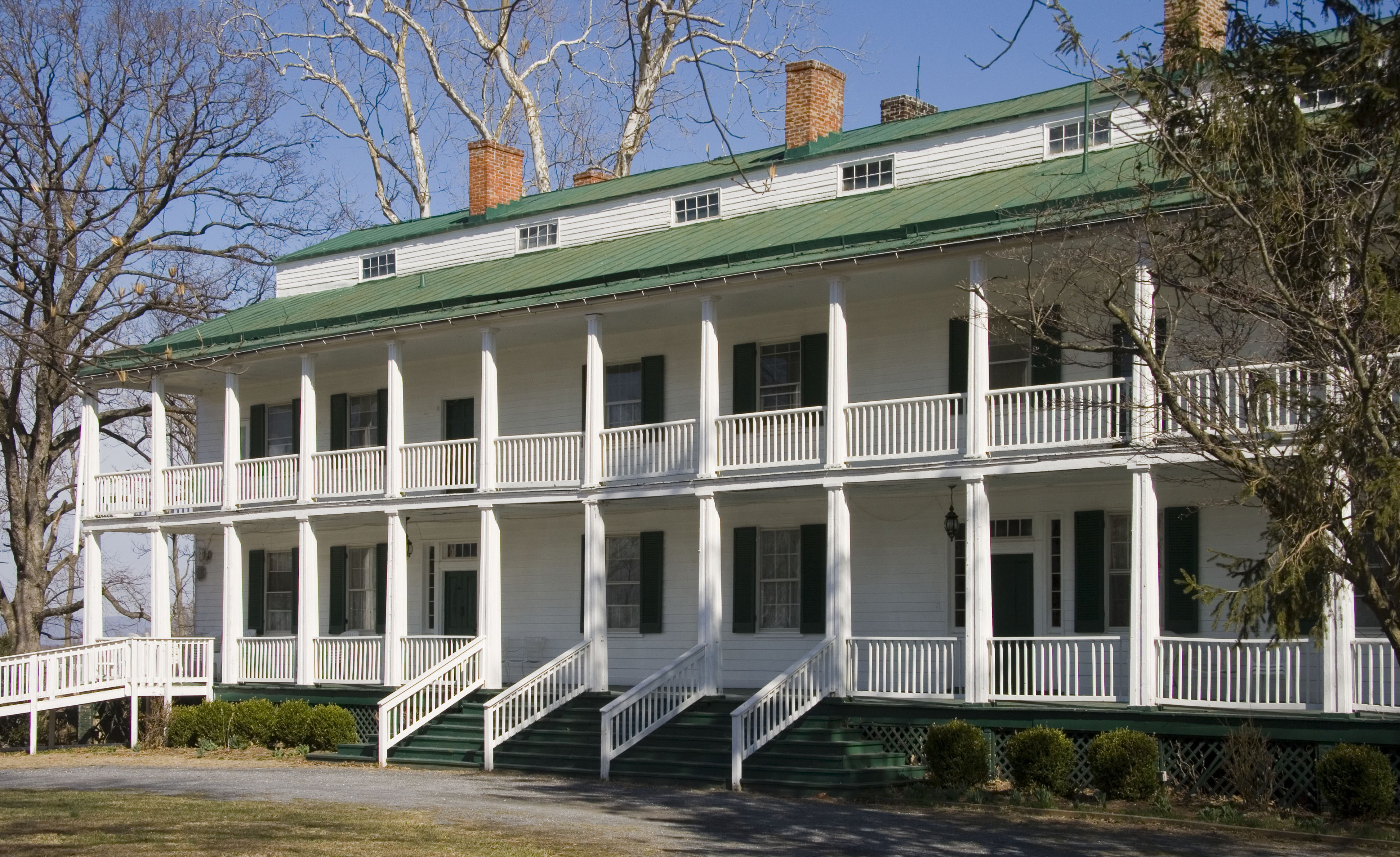
Здание бывшей женской академии в Урбанне в наше время

5 сентября Ли решил перейти Потомак и вступить в Мэриленд. Началась Мэрилендская кампания. В тот день Стюарт дважды встречался с Ли в Лисберге, и по его просьбе Беверли Робертсона перевели на административную должность в Северную Каролину, а его бригаду возглавил Томас Манфорд. Ли поручил Стюарту организовать кавалерийское прикрытие наступающей армии: когда южане перешли Потомак и вступили в город Фредерик, кавалерия развернулась к северу и востоку от города: Фицхью Ли охранял балтиморское направление, Хэмптон центральное, а Манфорд прикрывал правый фланг у Урбанны. В таком положении кавалерия простояла пять дней. Стюарт обнаружил в Урбанне заброшенное здание женской академии и решил устроить в нём бал. Зал академии украсили полковыми знамёнами и розами, были приглашены музыканты 18-го миссисипского пехотного полка. Праздник начался 8 сентября в 19:00. В полночь пришло сообщение о нападении на пикеты Хэмптона. Затем выяснилось, что атака отбита, и бал продолжился до рассвета.
9 сентября Ли разделил свою армию («Специальными приказом № 191»), отправив корпус Джексона к Харперс-Ферри, а корпус Лонгстрита — на запад за Южные горы. Он полагал, что Потомакская армия наступает медленно и оба крыла успеют соединиться после того, как Джексон 12 сентября захватит Харперс-Ферри. Ли недооценил темпы наступления противника в основном из-за просчётов Стюарта. Они часто виделись в те дни, но Стюарт ничего не сообщил ему о начале наступления федеральной армии. Ещё 10 сентября кавалеристы были уверены, что противник находится в 10 милях от них. Судя по рапортам Стюарта, он не высылал ни разведчиков, ни патрулей для выявления позиций противника. Причины такой его небрежности историкам пока объяснить не удалось.
11 сентября последнее подразделение южан покинуло Фредерик. Стюарт написал Ли, что сможет удерживать город ещё несколько дней, но уже 12 сентября Потомакская армия вошла во Фредерик. В это время Джексон ещё не взял Харперс-Ферри, и быстрое наступление северян могло заставить Ли свернуть кампанию и отступить за Потомак. Он просил Стюарта замедлять по возможности федеральное наступление. Но в распоряжении Стюарта осталась только бригада Хэмптона; бригада Фицхью Ли по его приказу ушла на правый фланг противника, а бригада Манфорда находилась далеко на юге. Всё утро 13 сентября Стюарт удерживал перевал Катоктинских гор, но в 14:00 отступил. Стюарт занял новый рубеж у Мидллтауна, но был быстро выбит и оттуда. Он отступил в Южные Горы к ущелью Тёрнера, в то время как Манфорд отступал к ущелью Крэмптона. В тот же день федеральный главнокомандующий Макклеллан обнаружил утерянную копию Приказа 191. Это событие было замечено местным жителем, который в 17:00 сообщил об этом Стюарту. Стюарт как минимум понял, что противнику что-то известно о положении Северовирджинской армии.
В этот день Стюарт допустил серьёзную ошибку. За весь день он заметил только федеральную кавалерию и две пехотные бригады и, исходя из этого, сделал вывод, что основная армия движется к ущелью Крэмптона. Он приказал Хэмптону отправиться в ущелье Крэмптона. Вскоре к ущелью Тёрнера подошла бригада Альфреда Колкитта. Стюарт уверил его, что тот легко удержит перевал, и отправился в Бунсборо. Томас Россер потом писал, что Стюарт не ожидал ничего серьёзного на этом участке. Стюарт даже написал генералу Хиллу, что одной бригады на перевале будет достаточно. В полночь он написал письмо генералу Ли, где сообщил, что противник нашёл Приказ 191. Если Стюарт осознавал всю важность этого события, то непонятно, почему он доложил об этом командованию только спустя семь часов. Утром 14 сентября Стюарт отправился к ущелью Крэмптона. По пути он узнал, что северяне наступают на ущелья Тёрнера и Фокса, но всё ещё полагал, что их настоящая цель — ущелье Крэмптона. Прибыв к ущелью и не обнаружив там никакой активности противника, Стюарт решил, что северяне решили обойти горы с юга, по берегу реки Потомак. Он отправил туда Хэмптона, оставив в ущелье 400 человек Манфорда.
Вскоре федеральный VI корпус атаковал ущелье и быстро отбросил отряд Манфорда и бригаду Кобба. «Что ж, генерал, — сказал Стюарту генерал Мак-Лоуз, — теперь мы в клетке. Как мы отсюда выберемся?» На следующий день сдался гарнизон Харперс-Ферри — кроме кавалерийской бригады Бенжамина Дэвиса, которая сумела выйти из окружения. Манфорд потом писал, что именно Стюарт виноват в том, что упустил Дэвиса. Стюарт прибыл в Харперс-Ферри, откуда по поручению Джексона отправился к генералу Ли в Шарпсберг. Ли готовился в сражению. Когда кавалерия собралась под Шарпсбергом, Стюарт разместил её на поле боя: бригаду Фицхью Ли на левом фланге, а Манфорда на правом. Он также разместил свою конную артиллерию под командованием Пелхама на высотах Никодемус-Хайс за левым флангом.
В ходе сражения при Энтитеме 17 сентября была задействована в основном артиллерия Пелхама. После сражения Ли начал отступление за Потомак, а кавалерии Стюарта приказал тревожить правый фланг противника. 19 сентября Стюарт перешёл Потомак у Уильямспорта, а 20 сентября направился к Хагерстауну, но вскоре был вынужден повернуть обратно. Ли и Джексон хорошо отозвались о действиях Стюарта в ходе сражения. «Этот офицер оказывал неоценимые услуги весь день», — писал Джексон. Джеффри Уэрт писал, что эти «услуги» заслонили собой все его многочисленные просчёты в ходе кампании.

### Чамберсбергский рейд

Карта Чамберсбергского рейда

Северовирджинская армия отступила за Потомак и встала лагерем в долине Шенандоа. Стюарт разместил свой штаб около Чарльзтауна. Ли предложил ему совершить «экспедицию» в Мэриленд, чтобы уточнить расположение Потомакской армии и по возможности разрушить мост у Чамберсберга. 8 октября Стюарт получил официальный приказ. На следующий день Стюарт собрал 1 800 кавалеристов около Дарксвилла и в ночь на 10 октября перешёл Потомак по броду Макой-Форд. Отряд дошёл до Мерсерсберга, конфисковывая по пути лошадей, а в Мерсерсберге забрал всю обувь, что нашёл. К ночи Стюарт вошёл в Чамберсберг, где конфисковал всё оружие и разрушил арсенал. Он отправил отряд для разрушения моста, но местные жители уверили южан, что мост разрушить не удастся, и те не стали даже пытаться.
11 октября Стюарт покинул Чамберсберг, но не в обратную сторону, а по дороге на Геттисберг. Он объяснил это тем, что пути отступления, вероятно, уже перекрыты пехотой, а местность там холмистая и неудобная для кавалерии; путь же в обход армии противника лежит по равнине, где кавалерия может двигаться быстро, и противник наверняка не ожидает такого манёвра. Он свернул с дороги в 15 километрах от Геттисберга и вернулся в Мэриленд через Эммитсберг, где жители встретили южан цветами и угощением. К вечеру Стюарт свернул на просёлочные дороги и проследовал через Вудсборо и Хьятстаун в Барнсвилл. Продолжая рейд всю ночь, кавалеристы утром вышли к переправе Уайт-Форд, где наткнулись на крупный отряд пехоты. Понимая, что не сможет прорваться с боем, Руни Ли потребовал от северян немедленной капитуляции. Блеф сработал, и северяне покинули позицию. Стюарт немедленно начал переправу. Южанам удалось уйти в самый последний момент перед прибытием федеральной пехоты.
Чамберсбергский рейд стал большим успехом в карьере Стюарта. Он прошёл 200 километров, захватил 1200 лошадей и скомпрометировал федеральное командование (возможно, именно этот рейд повлиял на решение Линкольна сместить Макклеллана). Сам Стюарт писал жене, что не знает аналогов в истории кавалерии. Критики впоследствии писали, что результаты не стоили рисков — Стюарт мог потерять всю свою кавалерию в случае неудачи, а главная цель рейда — разрушение моста — достигнута не была. Вместе с тем ричмондские газеты писали о рейде как о ярком достижении кавалерии, так что рейд стал для Юга как минимум моральной победой. «Моральный эффект был велик, — писал Ченнинг Прайс, — пенсильванцы немного познакомились с войной, а Стюарт показал, что может кружить вокруг Макклеллана как ему вздумается».

### Фредериксберг и декабрьский рейд
26 октября 1862 года Потомакская армия начала наступление: она перешла Потомак и через Голубой Хребет вышла к Уоррентону. Ли отправил на перехват корпус Лонгстрита, а Стюарту поручил прикрывать этот манёвр. В распоряжении Стюарта была бригада Фицхью Ли, который не мог ею командовать из-за травмы, поэтому Стюарт передал её Уикхэму, но фактически командовал бригадой сам. 6 ноября эта бригада и бригада Хэмптона были развёрнуты в пикетную цепь у Калпепера. Начались ежедневные столкновения с федеральной кавалерией. В эти же дни, 3 ноября в Линчберге, Стюарт получил известие о смерти дочери Флоры.
Спустя несколько дней командование переформировало кавалерию в четыре бригады и присвоило Руни Ли звание бригадного генерала. Дивизия Стюарта теперь насчитывала 603 офицера и 8551 рядового и имела следующий состав:
- 1-я бригада Уэйда Хэмптона;
- 2-я бригада Фицхью Ли;
- 3-я бригада Руни Ли;
- 4-я бригада Уильяма Джонса[''i'' 11];
- артиллерия Джона Пелхама.

15 ноября федеральная армия начала наступление к Фредериксбергу. Стюарт обнаружил это 18 ноября и сообщил командованию, что привело к переброске корпуса Джексона на восток. Когда две армии встретились у Фредериксберга, кавалерия осталась в тылу. 13 декабря, во время сражения при Фредериксберге, из всех частей Стюарта была активно задействована только батарея Джона Пелхама. Между тем в ту зиму Хэмптон совершил три небольших рейда в тыл противника, и Стюарт решил предпринять нечто подобное. 26 декабря он собрал три свои бригады, перешёл Потомак по броду Келли-Форд, переночевал у Бристерсберга, откуда утром с бригадой Руни Ли отправился к Дамфрису. Он встретил там федеральную пехоту, но решил не атаковать её, ибо в Дамфрисе не было ничего ценного, и его захват не оправдывал возможных потерь. Он отправился в Коль-Стор, где к нему присоединился Хэмптон, только что захвативший Ококун, но не обнаруживший там ничего ценного. На следующий день Стюарт со всеми тремя бригадами вернулся в Ококун и, пройдя ещё немного на север, захватил железнодорожную станцию Бёрке-Стейшен, где находилась телеграфная станция. Оттуда он отправил телеграмму федеральному квартирмейстеру Монтгомери Мигсу, в которой пожаловался на плохое качество захваченных мулов и предстоящие трудности с вывозом обозов.
От Бёрке-Стейшен Стюарт отправился к Фэйрфаксу, оттуда к Вьенне, где провёл ночь. Утром 29 декабря он проследовал на запад и юг, через Уоррентон в Калпепер, и 1 января вернулся под Фредериксберг. Он привёл с собой 200 пленных, столько же лошадей и 20 обозов боевого снаряжения. В ходе рейда погиб один человек, 13 были ранены и 13 пропали без вести. Однако пресса Севера и Юга была отвлечена другими событиями и лишь кратко упомянула о рейде.
Дамфрисский рейд положил начало рейдерской деятельности Джона Мосби. Он участвовал в рейде и на обратном пути попросил разрешения остаться в тылу врага, взяв с собой 9 человек. С этими силами он захватил в плен 20 кавалеристов и 20 лошадей. Впечатлённый его успехом, Стюарт принял одно из самых мудрых своих решений (по словам Джеффри Уэрта): разрешил ему набрать отряд в 15 человек и этими силами планировать независимые операции. В январе Мосби захватил в плен ещё несколько федеральных отрядов, а в начале марта совершил набег на Фэйрфакс и взял в плен федерального генерала Эдвина Стаутона.

### Чанселорсвиллская кампания

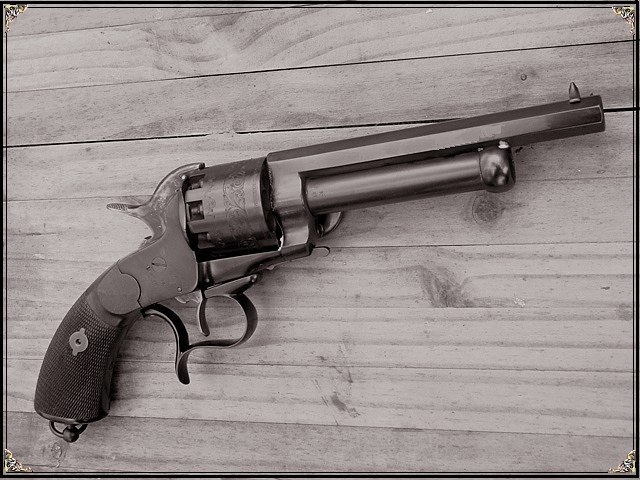
Револьвер Ле Ма, которым пользовался Стюарт. Он заряжался 9-ю пулями калибра 7,62 мм и зарядом дроби

В конце марта и начале апреля в распоряжении Стюарта осталось всего две бригады (Руни Ли и Фицхью Ли); бригаду Хэмптона отвели в тыл на пополнение, а бригаду Джонса перевели в долину Шенандоа. У Стюарта осталось около 2000 человек, в то время как сведённая в корпус федеральная кавалерия насчитывала 11 000 человек. Федеральное командование решило провести рейд в тыл противника силами 9895 кавалеристов. 13 апреля генерал Стоунман получил приказ начинать. В тот же день начальник штаба Потомакской армии генерал Баттерфилд отправил через сигнальную станцию ложное сообщение с расчётом на его перехват: сообщение гласило, что Стоунман послан в долину Шенандоа против кавалерии Джонса. Замысел Баттерфилда удался: Ли приказал Стюарту переместиться западнее, и Стюарт перенёс свой штаб в Калпепер. Рейд Стоунмана сорвался из-за дождей, но Стюарт решил, что это отвлекающий манёвр, а на самом деле Потомакская армия готовится к переброске на Вирджинский полуостров.
Перемещение кавалерии привело к тому, что между Стюартом и основной армией образовалось 30 километров неохраняемого пространства. Между тем федеральный генерал Хукер задумал фланговый марш силами трёх армейских корпусов. 27 апреля эти корпуса начали марш в обход левого фланга Северовирджинской армии. 28 апреля корпус Ховарда начал переправу у Келли-Форд. Стюарт узнал об этом в 21:00, но не смог оповестить командование — связь поддерживалась по телеграфу, который не работал ночью. 29-го Стюарт всё ещё оставался в Калпепере и только в 13:00 понял, что Ховард идёт именно на фланг армии Ли. Так как в то же время начинался новый кавалерийский рейд Стоунмана, Стюарт оставил Руни Ли с двумя полками, чтобы тормозить Стоунмана, а остальную кавалерию отправил к Фредериксбергу. В полночь 29 апреля, под холодным дождём, Стюарт перешёл Рапидан у Ракун-Форд и к утру был в Спотсильвейни, откуда пытался задержать наступление федеральных корпусов. В полдень, отправившись за инструкциями в штаб армии, Стюарт наткнулся на 6-й Нью-йоркский кавалерийский полк, посланный в разведку генералом Слокамом. На помощь пришли 5-й, 3-й и 2-й Вирджинские полки, и завязался бой. Ньюйоркцы отступили, потеряв 51 человека. Стюарт потерял примерно 10—15 человек.

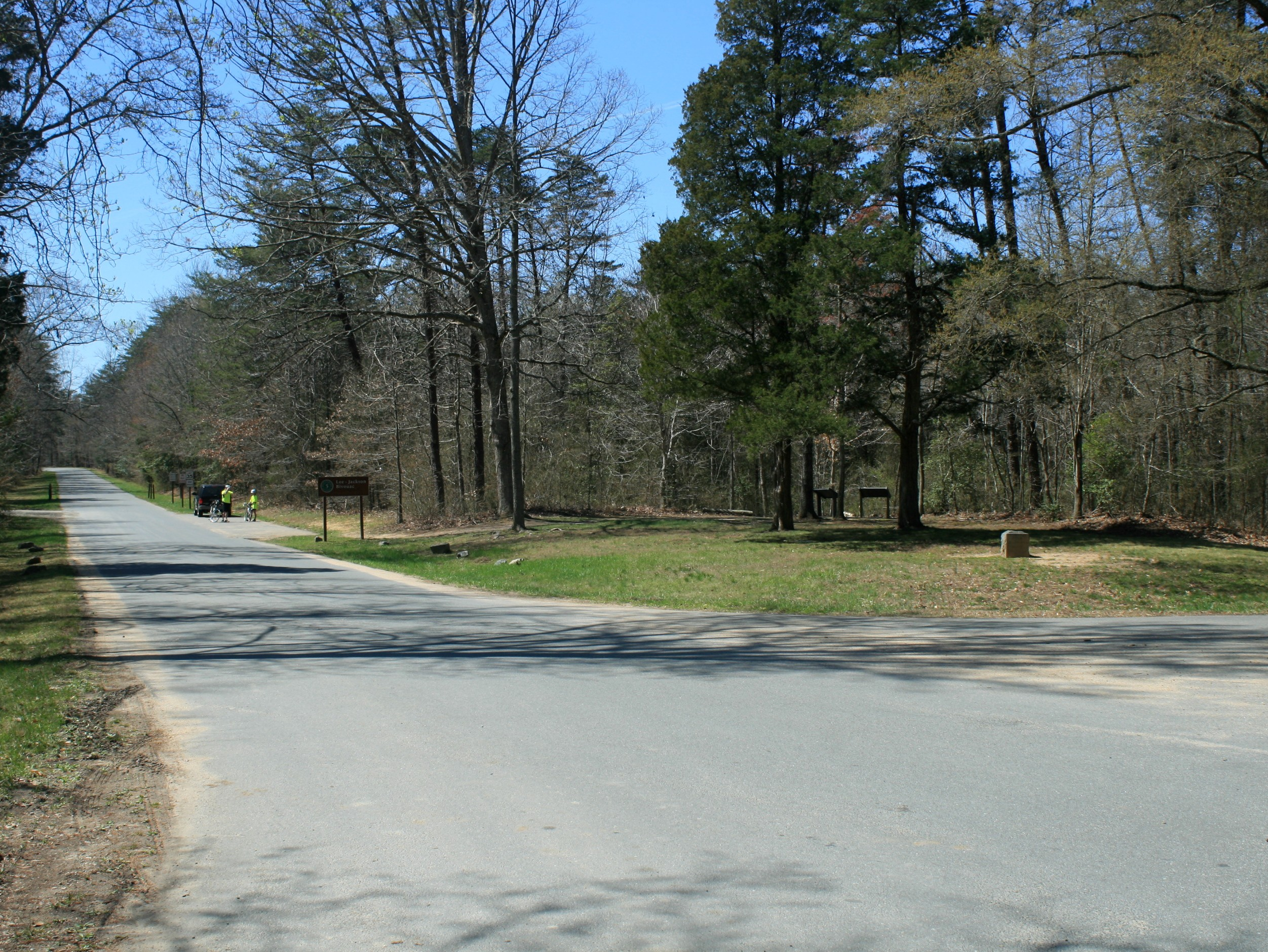
Место совещания Ли, Джексона и Стюарта

1 мая началось сражение при Чанселорсвилле. Вечером Ли и Джексон стали продумывать марш во фланг армии противника. Стюарт присоединился к совещанию. Именно он предложил вызвать местного жителя Беверли Ласи, который хорошо знал местность. Утром 2 мая Джексон начал марш под прикрытием кавалерии Фицхью Ли. Днём Джексон атаковал и опрокинул правый фланг Потомакской армии. Когда противник обратился в бегство, Стюарт с пехотным полком отправился к переправе Эли-Форд, чтобы отрезать бегущим пути отступления за Раппаханок. В этот момент Джексон был ранен. Принявший командование Э. П. Хилл также получил ранение. Старшим по званию остался Роберт Роудс, но Хилл и Роудс решили передать корпус Стюарту, надеясь, что это назначение немного воодушевит людей.

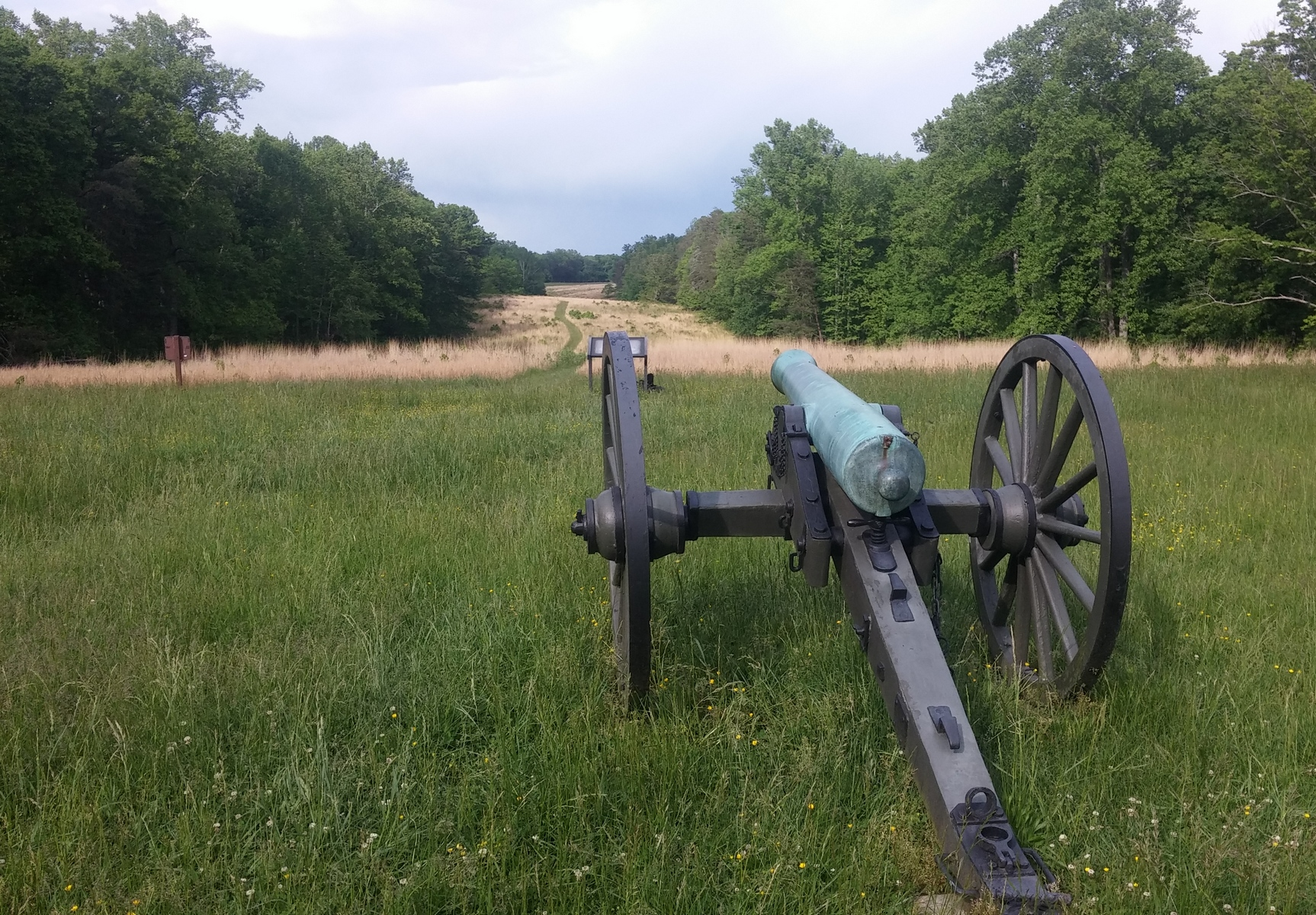
Орудия на Хэйзел-Гроув, нацеленные в сторону федеральных позиций

Около полуночи раненый Хилл официально передал Стюарту командование и рассказал всё, что мог, о положении армии. Джексон, как обычно, не посвящал подчинённых в свои планы, и в его отсутствие никто не знал, что предстоит делать. Стюарт понимал только то, что должен наступать, чтобы захватить Чанселорсвиллское плато и соединить тем самым два крыла армии. В 03:00 Ли сообщил ему, что надо продолжать атаку, не давая времени противнику навести порядок в войсках. Ночь ушла у Стюарта на выяснение расположения своих частей, а утром он стал готовить их к атаке. Наступление началось на рассвете атакой дивизии Хилла. Эта атака была отбита, но южанам удалось захватить высоту Хэйзел-Гроув. Стюарт отправил туда 30 орудий, которые открыли беглый огонь по федеральной армии. В 10:00 оборона федеральной армии рухнула.
Наступление Стюарта 3 мая привело к большим жертвам, и впоследствии Стюарта иногда осуждали за тактические решения. Луи-Филипп писал, что Стюарт развернул дивизии на весь фронт, что в сочетании с лесистой местностью затрудняло дивизионным командирам управление бригадами. Бигелоу писал, что Стюарт должен был в первую очередь атаковать и занять Хейзел-Гроув, затем начать обстрел федеральных позиций и только потом бросать на штурм пехоту, и тогда сражение было бы короче и стоило бы меньших потерь. Критика Стюарта началась в первые же дни после сражения, и 9 мая он даже прислал генералу Ли письмо с извинениями, на что Ли ответил, что Стюарт не совершал ошибок и извиняться не должен. Бигелоу писал, что тактика Стюарта дала результаты только потому, что у Потомакской армии была проблема с управляемостью и боеприпасами. Впоследствии, при Геттисберге, такая же тактика результата не дала.

### Геттисбергская кампания
Стюарт командовал вторым корпусом с 3 по 6 мая, но это давало ему формальное право получить звание генерал-лейтенанта. Ходили слухи, что его назначат командиром корпуса после смерти Джексона и что такою волю высказывал сам Джексон, но Ли передал корпус Ричарду Юэллу. В то же время началась подготовка к вторжению на Север, и Ли увеличил численность кавалерии: бригаду Джонса вернули из долины Шенандоа, а бригаду Робертсона из Северной Вирджинии (так Робертсон снова оказался в подчинении Стюарта вопреки желанию последнего и генерала Ли). 20 мая Стюарт перенёс штаб в Калпепер и приступил к тренировкам своих подразделений. 22 мая он устроил смотр трём бригадам (4000 человек) и задумал новый смотр, на 9536 человек, на 5 июня.
Стюарт пригласил на смотр генерала Ли. Тот не успевал, но обещал прибыть 8 июня. Стюарт распорядился повторить смотр, но уже без участия артиллерии. В тот же день Стюарт перенёс штаб в дом Генри Миллера на холме Флитвуд. Предполагалось, что 9 июня кавалерия отправится рейдом за Раппаханок. Между тем северяне уже знали о концентрации кавалерии (хотя и переоценивали её численность), и 7 июня генерал Хукер приказал Альфреду Плезонтону «рассеять и разгромить» Стюарта силами всего кавалерийского корпуса. 8 июня кавалерийская дивизия Бьюфорда приблизилась к Беверли-Форд, а две дивизии под командованием Грегга — к Келли-Форд.

#### Бренди-Стейшен

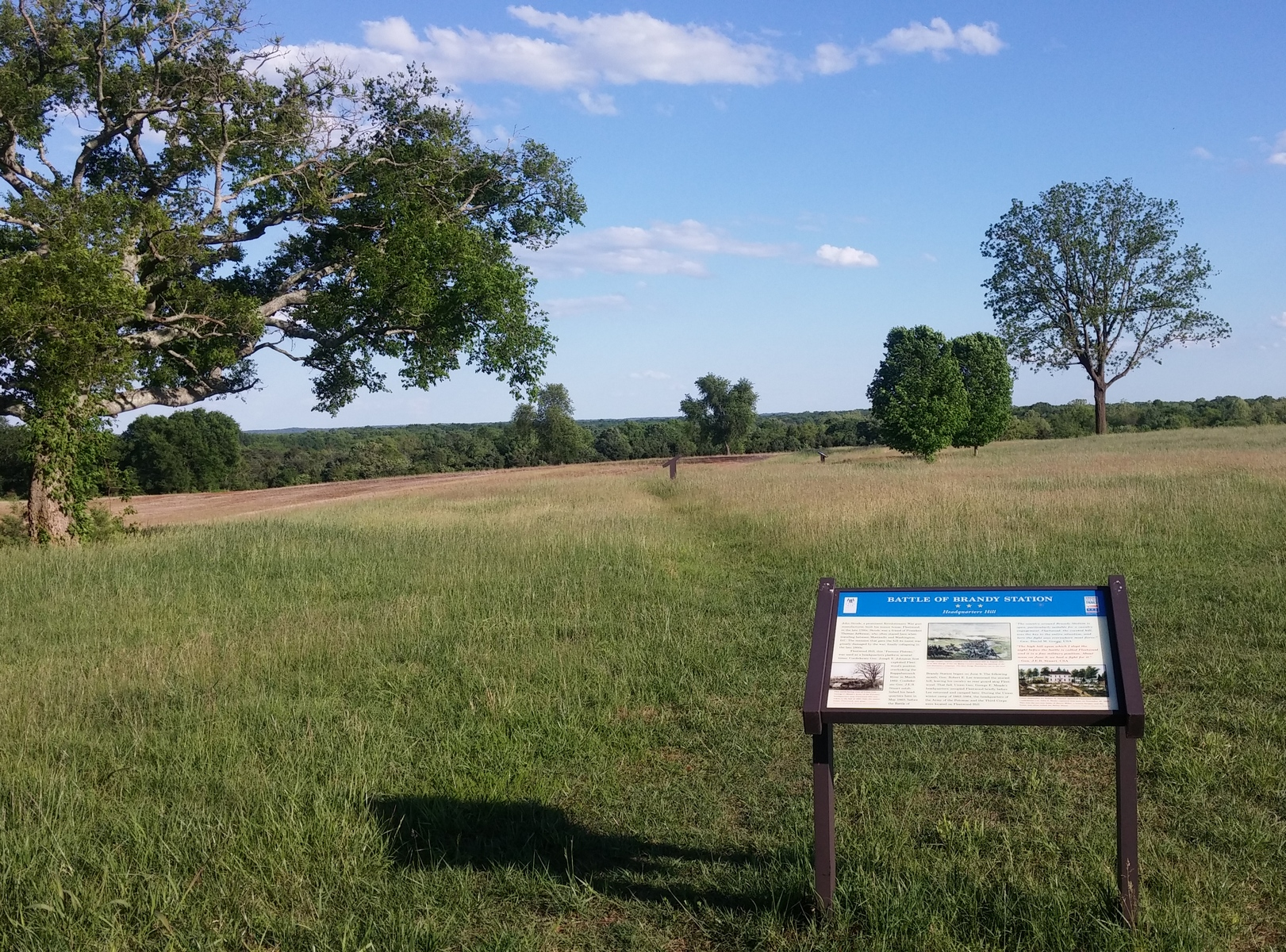
Флитвуд-Хилл

Рано утром 9 июня дивизия Бьюфорда перешла Раппаханок, отбросила пикеты противника и атаковала кавалеристов Джонса. Стрельба разбудила Стюарта, который отправил бригаду Хэмптона на помощь Джонсу. Он послал туда же бригаду Руни Ли и Томаса Манфорда (который временно замещал Фицхью Ли), а Робертсону велел встать ближе к Келли-Форд на случай атаки с той стороны, после чего сам отправился руководить боем. В это время дивизии Грегга перешли Келли-Форд и стали приближаться к месту боёв с юга. Первым узнал об этом Генри Макклеллан, но не поверил и попросил курьера перепроверить эту информацию. Через пять минут сообщение подтвердилось, и почти сразу же федеральная колонна появилась на расстоянии пушечного выстрела. Узнав об этом, Стюарт сначала тоже не поверил и только с третьего сообщения осознал всю серьёзность происходящего. Очевидец говорил, что Стюарт впервые казался обеспокоенным. Впоследствии выяснилось, что Робертсон видел наступление Грегга и даже донёс об этом в штаб, но ничего не предпринял, чтобы остановить его.
Стюарт приказал отступить к Флитвуд-Хилл. Грегг был уже близко, его остановило только одно-единственное орудие, которое случайно находилось у штаба. Вскоре явился сам Стюарт и 12-й Вирджинский кавалерийский полк. Начался ожесточённый бой за холм Флитвуд. Плезонтон вскоре приказал отступать. Его кавалерия потеряла 850 человек, Стюарт потерял 425. Среди раненых оказался и Руни Ли, сын генерала Ли. Сам Ли в целом хорошо отозвался о действиях Стюарта, но в армии говорили, что он допустил серьёзные просчёты, уделяя слишком много внимания дамам в Калпепере и слишком мало — своим обязанностям. Газеты (особенно ричмондские) обвиняли Стюарта в невнимательности, Enquirer писала: «Если генерал Стюарт есть глаза и уши нашей армии, то ему следовало бы больше наблюдать, а не быть наблюдаемым». Генерал Уильям Пендер написал жене, что если прежде вся слава доставалась одному Стюарту, то будет даже справедливо, что теперь ему достанется вся критика. Сам Стюарт категорически отрицал все обвинения. В письме жене он написал, что знал о наступлении противника и разбил его.
Эмори Томас писал, что произошедшее было несовместимо с самовосприятием Стюарта. Произошло нечто такое, чего, по мнению Стюарта, произойти не могло, и он не попытался исправить свои ошибки, а просто стал их отрицать. Его как будто беспокоила не суть происходящего, а то, как это выглядит со стороны.

#### Лаудонская долина
10 июня Северовирджинская армия начала перемещаться из Калпепера в долину Шенандоа. 16 июня дивизия Стюарта перешла Раппаханок и вошла в Лаудонскую долину. 17 июня Стюарт прибыл в Миддлберг, откуда отправил бригаду Манфорда к Элди, а бригаду Руни Ли/Чемблисса — к ущелью Торуфейр-Гэп. Бригада Робертсона осталась в резерве, а Хэмптон и Джонс охраняли арьергарды армии генерала Ли. Манфорд столкнулся с федеральной кавалерией Килпатрика, и началось сражение при Элди. Одновременно кавалерия Даффи атаковала Миддлберг, где находился Стюарт. В обоих столкновениях федералы были отбиты. 19 июня федеральный генерал Плезонтон атаковал Стюарта силами целой кавалерийской дивизии. Стюарт отступил к Миддлбергу и за Миддлберг, при этом тяжёлое ранение получил Херос фон Борке — он выбыл из строя до конца войны. 21 июня Плезонтон атаковал Стюарта на позиции между Миддлбергом и Аппервилем — началось сражение при Аппервиле.
После ожесточённого сражения Стюарт отвёл кавалерию на запад к подножью Голубого Хребта. Плезонтон, несмотря на тактическую победу, решил отступить к Элди. В сражениях в Лаудонской долине Стюарт потерял около 500 человек. Некоторые современники критически отзывались о командовании Стюарта, но Джеффри Уэрт писал, что эта критика неоправданна; не кавалерия Юга стала воевать хуже, а кавалерия Севера усовершенствовала свои навыки и стала создавать больше проблем, чем прежде.

#### Рейд Стюарта
22 июня генерал Ли приказал Стюарту взять три кавалерийские бригады и отправиться с ними в Пенсильванию для содействия корпусу Ричарда Юэлла. Приказ был передан через Лонгстрита, который от себя предложил Стюарту пройти в Пенсильванию через тылы Потомакской армии. Лонгстрит полагал, что так удастся дольше сохранять в тайне направление перемещения армии. Узнав об этом предложении Лонгстрита, Ли отправил второй приказ, уточняющий содержание первого. Этот приказ был написан 23 июня в 17:00 в Берревилле и передан Стюарту уже ночью. Генри Макклеллан получил его, распечатал и разбудил спящего Стюарта. Тот прочитал его в свете костра и понял так, что его план одобрен. Текст приказа содержал много странностей и разночтений, но Стюарт не стал уточнять детали, а сразу отбыл в свой лагерь.

Карта рейда Стюарта 25—28 июня

Весь день 24 июня ушёл на сборы. Бригадам Хэмптона, Фицхью Ли и Чемблисса было приказано соединиться ночью в Салеме. В этих бригадах числилось соответственно 1978, 2164 и 1328 человек, всего 5500. После отзыва всех непригодных к рейду осталось примерно 4500. Бригадам Робертсона и Джонса было приказано остаться и охранять проходы Голубых Гор. Ночью 25 июня Стюарт выступил в рейд, но наткнулся на федеральный корпус и задержался до утра 26 июня. Утром он продолжил рейд, разгромил склад в Фэйрфаксе, ночью перешёл Потомак и 28 июня захватил в Роквилле федеральный обоз. 29 июня он продолжил марш на север, в Пенсильванию, и утром 30 июня столкнулся в Гановере с кавалерией Килпатрика. В сражении при Гановере Стюарт потерял 100 человек, но продолжил рейд и 1 июля пришёл в Дувр, где стал искать корпус Юэлла. Он смог найти армию Ли только днём 2 июля, на второй день сражения при Геттисберге.
Ли был недоволен отсутствием Стюарта в критические моменты кампании, однако неизвестно, что он ему сказал по этому поводу. По одной из версий, Ли сказал Стюарту: «Ага, Стюарт, а вот и вы, наконец». Эта версия появилась в 1930 году в биографии Стюарта авторства Джона Томасона и оттуда попала в работы Дугласа Фримана. Другая версия содержится в биографии Стюарта авторства Берке Дэвиса (1957). Он писал, что Ли поднял руку так, как будто хотел ударить Стюарта, и сказал: «Генерал Стюарт, где вы были? Я уже несколько дней не получал от вас ни слова, а вы были глазами и ушами моей армии». Стюарт увял при этих словах и начал было оправдываться, но Ли прервал его: «Мы это не будем обсуждать». Сам Берке считает эту версию убедительной.

#### Геттисберг
Утром 3 июля в распоряжении Стюарта были бригады Хэмптона, Фицхью Ли, Чемблисса и бригада Дженкинса под временным командованием Милтона Фергюссона. Несмотря на краткий отдых, всадники и лошади были сильно измотаны, и ощущалась нехватка боеприпасов, особенно в бригаде Дженкинса. Многие кавалеристы отстали от колонны в ходе рейда, поэтому к 3 июля в распоряжении Стюарта едва ли было более 3000 человек. Планы Стюарта на тот день неизвестны; вероятно, он задумывал атаку тыла Потомакской армии одновременно с «атакой Пикетта» или же готовился преследовать противника в случае его отступления. Днём его бригады вышли из Геттисберга по Йоркской дороге и вышли к высоте Кресс-Ридж. Здесь Стюарт развернул кавалерию под прикрытием леса и «сделал нечто странное»: он поставил на позиции орудие и дал несколько выстрелов в разные стороны. Вероятно, он хотел оповестить генерала Ли о том, что вышел на позицию. Затем он послал два спешенных полка бригады Дженкинса к позиции вдоль ограды у фермы Руммеля. Когда северяне атаковали эту позицию, Стюарт надеялся бросить им во фланг бригады Хэмптона и Фицхью Ли, но у людей Дженкинса быстро кончились боеприпасы (которых было по 10 на ствол), и они стали отходить. Стюарт был вынужден бросить кавалерию в лобовую атаку, которая произошла одновременно с «атакой Пикетта» и имела с ней много общего.
Бригады Хэмптона и Фицхью Ли пошли в атаку ровным сомкнутым строем и сразу попали под обстрел снарядами, шрапнелью, а затем и картечью. Федеральная бригада Кастера бросилась в контратаку с фронта, а другие подразделения атаковали южан с фланга. Южане отступили к ферме Руммеля. В этом бою Стюарт потерял 181 человека (в их числе был ранен Хэмптон), северяне — 254. Историк Уоррен Робинсон считал это сражение самым неудачным в карьере Стюарта. Стюарт был вынужден отменить свои планы по атаке федерального тыла, однако объявил, что победил в этом сражении. На следующий день началось отступление Северовирджинской армии. На пути в Эммитсберг Стюарт заблудился в ночной темноте и смог вернуться к своим бригадам только 6 июля. Разлив реки Потомак не позволил армии быстро отступить в Вирджинию, и она заняла оборонительную позицию на мэрилендском берегу; кавалерия Стюарта обеспечивала прикрытие флангов. В ночь на 14 июля армия отошла за Потомак. Кавалерия переправилась последней в тот же день в 08:00. В те дни Стюарт был измотан бессонницей и иногда не соображал, что делает и что говорит. Его адъютант Макклеллан впоследствии вспоминал эти случаи как пример того, что человек может спать и при этом казаться бодрствующим.

#### Критика
Ещё в ходе кампании сложилось мнение, что рейд Стюарта стал причиной её неудачи. «По мнению офицеров Северовирджинской армии, причина неудачи в Пенсильвании в 1863 году выражалась в двух словах: отсутствие кавалерии», — писал генерал Генри Хет. Эти обвинения сначала имели вид разговоров среди офицеров, но затем проникли в газеты и начали обсуждаться на уровне правительства. Ходили даже слухи, что Стюарта отстранят от командования и передадут кавалерию Джону Худу. Генерал Фицхью Ли, перечисляя три причины неудачи кампании, отсутствие Стюарта помещает на первое место. Дуглас Фриман, называя причины неудачи Геттисбергской кампании, называет рейд Стюарта первой причиной из пяти.
В то же самое время возник спор, не затихающий по сей день, о том, кто именно виноват в том, что рейд Стюарта вообще был предпринят. Современники и историки разбились на два лагеря: сторонники вины Стюарта и сторонники вины Ли. Одним из первых защитников Стюарта стал Джон Мосби, но его аргументы были настолько эмоциональными и саркастичными, что они больше повредили делу, чем помогли. Позже историк Марк Несбит в книге Saber and Scapegoat утверждал, что Стюарт строго следовал приказам генерала Ли и не по своей вине стал козлом отпущения в этой истории. Ту же позицию занял историк Алан Нолан. Уоррен Робинсон писал, что Стюарт фактически нигде не нарушил приказ, потому что Ли оставил ему большую свободу в выборе решения. Ли верил в разумность и рассудительность Стюарта и не уточнял, как именно надо выполнять его приказ. Робинсон назвал это крупнейшей ошибкой кампании, если не всей войны.

### Осень 1863 года
Неудача Геттисбергской кампании вызвала упадок духа в обществе и армии, и только Стюарт не признавал поражения: он оставался весёлым, оптимистичным, уверенным в будущих победах и даже полагал, что заслужил повышение. Поскольку давно назрела необходимость увеличить кавалерийскую дивизию до корпуса, а корпусом мог командовать только генерал-лейтенант, Стюарт был убеждён, что реформа кавалерии даст ему это новое звание. 9 сентября 1863 года генерал Ли издал указ о переформировании кавалерии, присвоении звания генерал-майора Хэмптону и Фицхью Ли и присвоении звания бригадного генерала Бэйкеру, Батлеру, Ломаксу и Уикхэму. Теперь в распоряжении Стюарта были две кавалерийские дивизии:
- 1-я дивизия генерал-майора Уэйда Хэмптона:
  - бригада Уильяма Джонса;
  - бригада Лоуренса Бэйкера[англ.];
  - бригада Мэтью Батлера;
- 2-я дивизия генерал-майора Фицхью Ли:
  - бригада Руни Ли;
  - бригада Лансфорда Ломакса[англ.];
  - бригада Уильямса Уикхэма[англ.].

Сам Стюарт остался в звании генерал-майора, что неприятно его удивило. Повышение обошло также Манфорда и Россера, из-за чего Россер сильно разозлился на Стюарта. Ситуация вскоре разрешилась: генерал Джонс позволил себе опубликовать обвинения в адрес Стюарта, был отдан за это под трибунал и исключён из корпуса. 10 октября Россер принял его бригаду и вскоре получил генеральское звание.

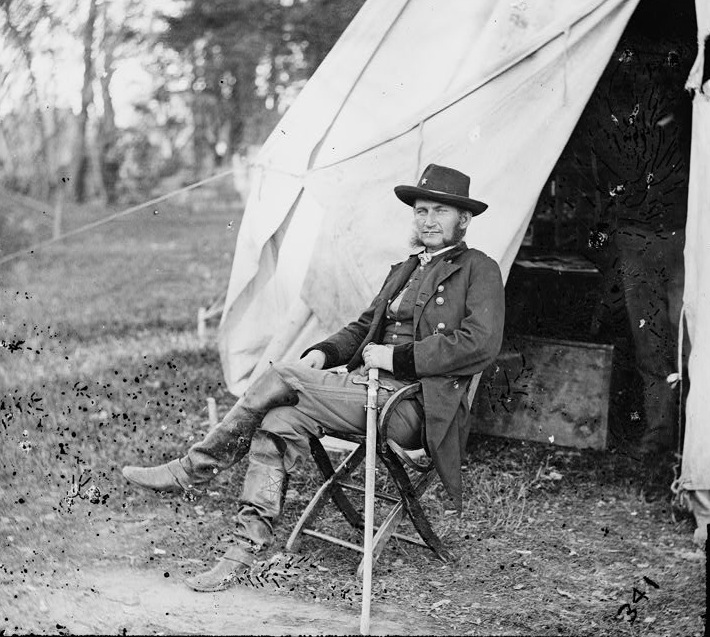
Джадсон Килпатрик в сентябре 1863 года

В это время корпус Лонгстрита был отправлен на Запад, и федеральное командование решило воспользоваться моментом: 13 сентября две кавалерийские дивизии перешли Раппаханок. Стюарт отступил за Рапидан, потеряв при этом три орудия. Россер написал в частном письме, что это последний удар по репутации Стюарта. 22 сентября дивизия Бьюфорда вышла к Рапидану, и Стюарт атаковал её у Джекс-Шоп. В это время дивизия Килпатрика вышла ему в тыл. Стюарту с трудом удалось вырваться из окружения и оттеснить Килпатрика за Рапидан. Стюарт назвал сражение своим успехом, Бьюфорд утверждал, что Стюарт разбит, а Россер написал домой, что Стюарт «разбит, как обычно».
Вскоре Мид был сам вынужден отправить два корпуса на Запад, и Ли перешёл в контрнаступление: 9 октября, в тот самый день, когда у Стюарта родилась дочь Вирджиния Пелхам, Северовирджинская армия начала марш в обход фланга армии Мида. Лично командуя дивизией Хэмптона (который ещё не вернулся в строй после Геттисберга), Стюарт прикрывал наступление армии. 10 октября он вступил в перестрелку с Килпатриком у Джеймс-Сити, затем нагнал его в Калпепере, но не стал атаковать, а решил обойти противника с тыла и захватить господствующую высоту Флитвуд-Хилл около станции Бренди. Осознав опасность, Килпатрик начал отступление к Флитвуд-Хилл. Противники встретились у Флитвуд-Хилл, и произошло сражение, напоминающее битву у станции Бренди, только противники поменялись ролями. Сражение завершилось вничью, и Килпатрик смог уйти за Раппаханок. 12 октября Стюарт отправился с тремя бригадами к Оберну, откуда проследовал к Кэтлет-Стейшен и обнаружил там обозы Потомакской армии. В это время федеральная пехота вошла в Оберн, оттеснила дивизию Фицхью Ли в ходе первого сражения при Оберне, и Стюарт оказался окружён. Вырваться из окружения не представлялось возможным, но Стюарт нашёл около Оберна низину, где спрятал свой отряд до утра 14 октября, дождался подхода своей пехоты и вырвался из окружения. Этот утренний бой стал известен как второе сражение при Оберне.
В тот же день произошло неудачное для Юга сражение при Бристо-Стейшен, после которого генерал Ли решил отменить наступление и отойти за Раппаханок. Стюарт, всё ещё командуя дивизией Хэмптона, прикрывал отступление. 19 октября он отошёл за реку Брод-Ран около Бакланда. Дивизия Килпатрика попыталась перейти реку, но была отброшена. Стюарт отступил, чтобы заманить Килпатрика под удар дивизии Фицхью Ли; этот замысел осуществить в полной мере не удалось, но федеральная кавалерия начала отход. В этом сражении, известном как «Бакландские гонки», северяне потеряли 250 человек пленными. Стюарт назвал это своей самой полной победой за всю войну, а Килпатрик в рапорте вообще не упомянул этого столкновения. Генерал Кастер потерял обоз, вместе с которым в руки противника попала его частная переписка. Кампания в целом прошла вничью, но Стюарту удалось провести несколько удачных кавалерийских боёв, захватить 1400 пленных и потерять всего 390 человек. Кроме того, он не дал кавалерии противника времени на выявление позиций армии Ли.

### Оверлендская кампания
2 мая 1864 года Ли встретился со своими генералами на горе Кларка и предупредил их, что противник готовится наступать — вероятно, в обход правого фланга армии. 3 мая разведка донесла Стюарту, что северяне собираются начать наступление утром 4 мая. В указанный день генерал Грант перешёл Потомак и начал Оверлендскую кампанию: в 03:00 федеральная кавалерийская дивизия Уилсона вышла к броду Германна-Форд. Пикеты южан (1-й Северокаролинский кавалерийский полк) отступили, не принимая боя, и сразу донесли об этом Стюарту, который свернул лагерь и отправил кавалерию на восток для прикрытия манёвров армии. Бригада Фицхью Ли была вызвана из Фредериксберга, а бригада Хэмптона — с верховий Рапидана. Вечером разведка донесла, что противник встал лагерем в лесном массиве Уайлдернесс. Стюарт провёл ночь в Вердисвилле, а утром отправился к корпусу Хилла и в полдень встретил Хилла и генерала Ли на дороге Орандж-Тернпайк на поле фермы Таппа. В этот самый момент на поле вышла федеральная пехота — Ли, Хилл и Стюарт на какое-то время оказались на расстоянии пистолетного выстрела от противника, лишённые всякого прикрытия. Федералы не стали открывать огонь и сразу вернулись в лес.
Когда началось сражение в Глуши, Стюарт находился при корпусе Хилла. В этот день бригада Россера оттеснила федеральную кавалерию Уилсона на восток к Тодд-Таверн, а бригада Фицхью Ли подошла к Тодд-Таверн с юга. Утром 6 мая Стюарт прибыл в расположение бригады Россера. Россер атаковал позиции федералов (бригаду Кастера), но был отбит с тяжёлыми потерями. Стюарт наблюдал за перестрелкой, находясь при артиллерии. Вечером того дня Ли порекомендовал Стюарту беречь людей и атаковать только в самом благоприятном случае.
Историк Гордон Реа писал, что кавалерия Стюарта в начале Оверлендской кампании действовала слабее обычного. Стюарт выявил расположение наступающей Потомакской армии, но сделал это недостаточно точно. Именно поэтому корпус Юэлла обнаружил федеральную колонну Уоррена, лишь когда столкнулся с нею лицом к лицу, и наступающий корпус Хилла также не знал ничего о численности противника на своём пути, что позволило федеральной дивизии Гетти задержать две дивизии Хилла до подхода корпуса Хэнкока.
Допуская, что Грант может начать фланговый обход через Спотсильвейни, Ли посоветовал Стюарту внимательно следить за ведущей туда дорогой Брок-Роуд. Днём 7 мая перекрёсток занимала кавалерийская дивизия Фицхью Ли численностью около 3500 человек. Это были свежие части, незадействованные в боях в Уайлдернесс. Дивизия Уэйда Хэмптона стояла западнее, у Корбин-Бридж, где Катарпин-Роуд пересекала реку По. Грант действительно задумывал бросок на Спотсильвейни и поручил зачистку дороги дивизии Уэсли Мерритта. В 07:30 бригады Джорджа Кастера и Томаса Дэвина двинулись на юг по Брок-Роуд и вскоре натолкнулись на пикеты Фицхью Ли. Южане сражались спешившись, ведя огонь из-за баррикад и завалов. Утром 8 мая к федеральному наступлению присоединилась пехота, а южане отступили на высоту Лорелл-Хилл. Стюарт в этот момент принял командование над кавалерией на Лорел-Хилл и над подходящими пехотными частями из корпуса Андерсона. Он лично привёл бригаду Кершоу и разместил её на укреплённой позиции. Он добился того, что появление пехоты на Лорел-Хилл стало для федералов полной неожиданностью, и их первая атака была отбита с тяжёлыми потерями. Джеффри Уэрт писал, что Стюарт командовал так же эффективно, как и при Чанселорсвилле 3 мая 1863 года. Он умело размещал подкрепления, используя все преимущества позиции; его бесстрашие и уверенное поведение придавали силы пехотинцам Кершоу. Тогда, после гибели Джексона и ранения Лонгстрита, Стюарт сделался самым знаменитым генералом Северовирджинской армии.

### Гибель

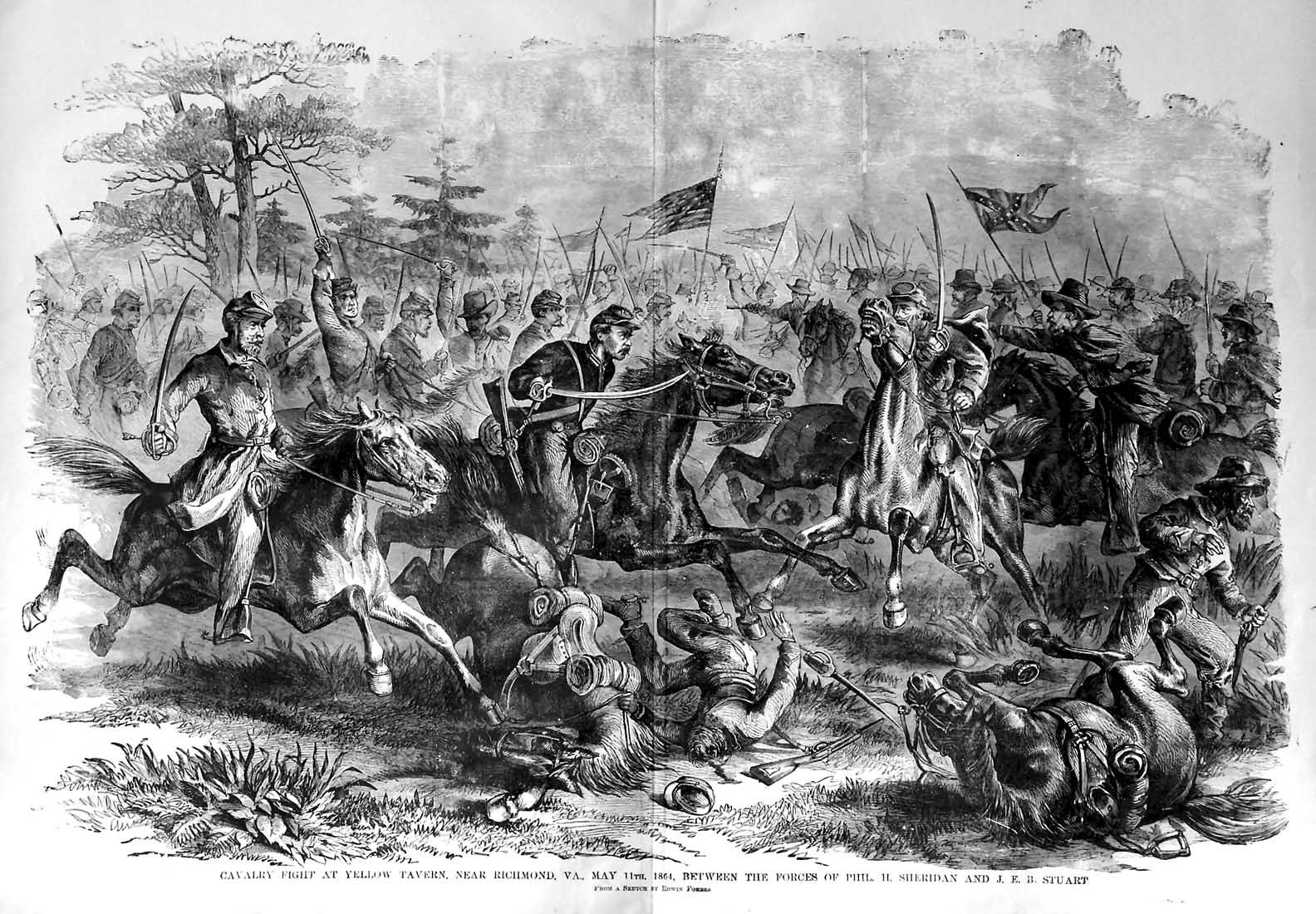
Сражение при Йеллоу-Таверн (Эдвин Форбс)

Неудача федеральной кавалерии у Спотсильвейни привела к перепалке между Мидом и Шериданом, в ходе которой Шеридан, как предполагают, сказал, что может разделаться со Стюартом в любой момент (I can thrash hell out of him any day). Мид передал эти слова Гранту, и тот разрешил Шеридану начать рейд с целью уничтожения кавалерии Стюарта. 9 мая Шеридан начал кавалерийский марш в сторону Ричмонда силами 10 000 человек, надеясь спровоцировать Стюарта на атаку. Уильям Уикхэм первый заметил этот манёвр, поднял тревогу и начал преследование. Стюарт выделил для преследования бригады Уикхэма, Ломакса и Гордона и сам присоединился к колонне в 15:00. В его распоряжении было, по разным данным, от 3000 до 4500 человек. Преследуя противника, он достиг станции Бивердем, неподалёку от которой находились его жена и дети. Там он решил послать бригаду Гордона в тыл колонне Шеридана, а бригадам Ломакса и Уикхэма приказал обогнать Шеридана и перехватить его под Ричмондом. Утром 10 мая Стюарт навестил жену и детей, а днём нагнал колонну.
Утром 11 мая бригады Стюарта вышли к Йеллоу-Таверн на дороге Ричмонд—Фредериксберг. Он решил занять позицию с восточной стороны дороги и атаковать фланг противника в тот момент, когда тот будет проходить мимо на юг. Понимая, что его сил недостаточно, он отправил адъютанта Генри Макклеллана в Ричмонд, чтобы на помощь ему подошла пехота из укреплений города.
Федеральная кавалерия появилась в полдень. Обнаружив Стюарта на позиции, Шеридан бросил кавалерию на его фланги: началось сражение у Йеллоу-Таверн. В этот момент многое зависело от 5-го Вирджинского полка, которым командовал Генри Пейт. В своё время, когда Пейт был в конфликте с Россером, Стюарт принял сторону Россера и отправил Пейта под трибунал. Теперь Пейту было приказано держать позицию любой ценой, и в ходе последующей атаки он был убит. В 14:00 образовалось недолгое затишье, во время которого из Ричмонда прибыл Генри Макклеллан. В 15:00 Стюарт написал последнее донесение в своей военной карьере — письмо Брэкстону Брэггу. Он предлагал отправить бригаду из Ричмонда в тыл Шеридану, чтобы северяне оказались под ударом с двух сторон. Историк Монте Эйкерс видит злую иронию в том, что Стюарт, воевавший с такими крупными полководцами, как Ли и Джексон, своё последнее донесение отправил такому неуважаемому генералу, как Брэгг.
В 16:00 началась вторая атака — как спешенными, так и верховыми. Бригада Кастера решительной атакой прорвала центр позиции Стюарта и захватила артиллерийскую батарею. Густавус Дорси, капитан роты «К» 1-го Вирджинского полка, вспоминал, что в критический момент Стюарт оказался у его роты. Когда волна атакующих проходила мимо фланга роты, Стюарт сидел на коне и стрелял из револьвера. Северяне начали отступать, и кто-то, пробегая мимо, выстрелил в него из пистолета калибра 10,9 мм и попал в правый бок ниже рёбер.
Версия капитана Дорси стала общепринятой в биографической литературе. Однако впоследствии возникли другие воспоминания, отличающиеся от показаний Дорси. Например, лейтенант Макнульти писал, что Стюарт был ранен в то момент, когда вёл роту в контратаку. Примерно так же описывает события лейтенант Колнер. А сержант Хейден в 1909 году писал, что на месте сражения рос такой густой лес, что никто не мог видеть, как Стюарт был ранен.
Дорси сумел доставить Стюарта в тыл. Там Стюарт встретил Фицхью Ли и сдал ему командование со словами: «Вперёд, Фиц, старый приятель. Я знаю, ты всё сделаешь правильно!»

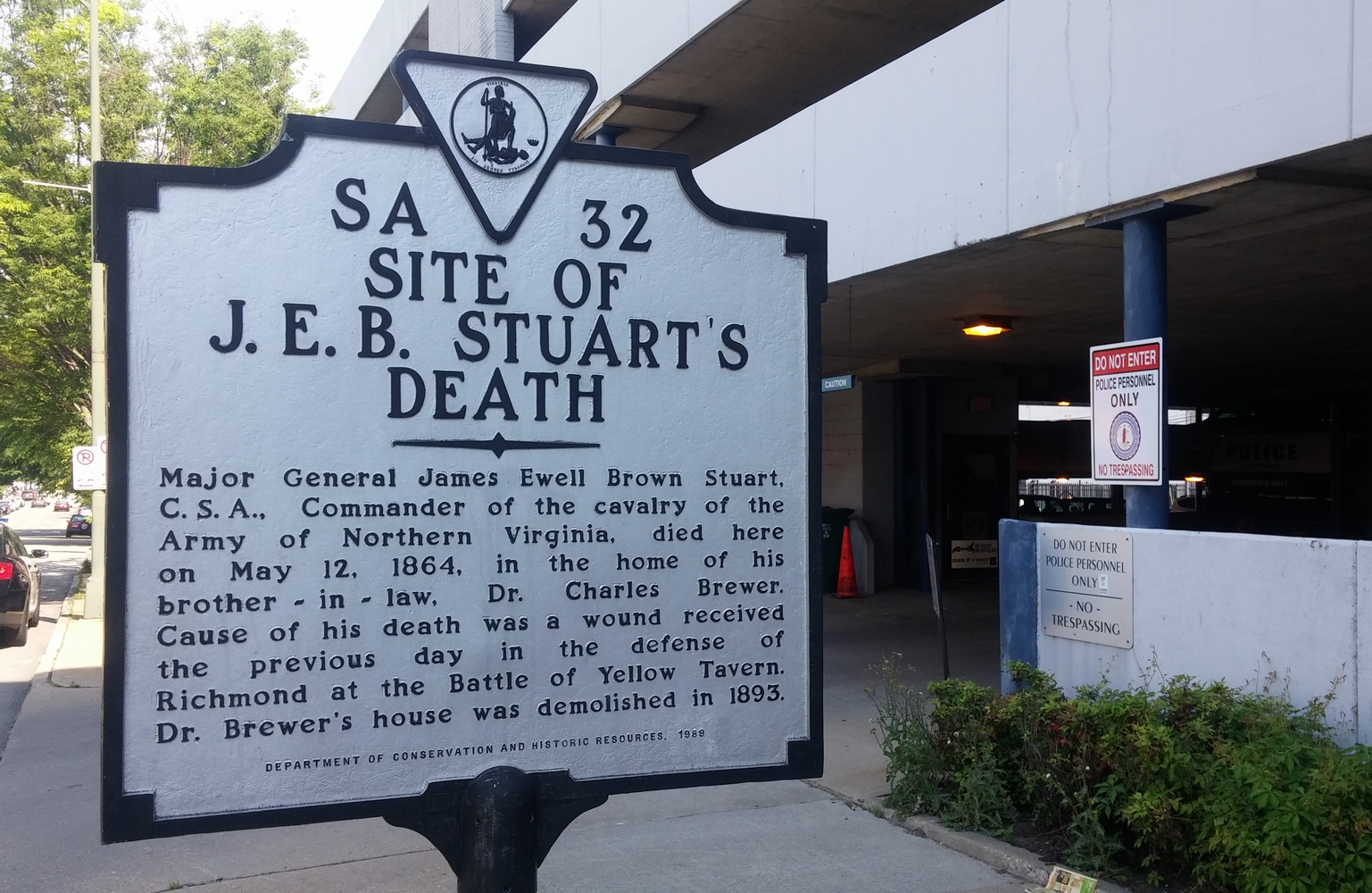
Маркер на Грейс-Стрит в Ричмонде

Военный врач не смог сказать ничего конкретного: пуля вошла в брюшную полость и осталась где-то там. Шансов выжить было немного. Врач дал Стюарту виски для стимуляции, после чего его через Механиксвилл доставили в Ричмонд. Ночью он был в доме Чарльза Брюера на Грейс-Стрит. Надо было послать телеграмму жене на станцию Бивердем, но телеграфные провода были перерезаны кавалеристами Шеридана. Херос фон Борке сумел, однако, отправить телеграмму через Линчберг и Гордонсвилл. 12 мая в 13:00 Флора отправилась на поезде в Ричмонд, но добралась только до Эшланда. За Эшландом рельсы были разобраны федеральной кавалерией. В то время в Ричмонде Стюарт делал распоряжения относительно своей собственности. Двух своих лошадей он отдал Макклеллану и Венейблу, саблю завещал сыну, шпоры — мисс Лили Ли из Шепардстауна. К концу дня он стал терять сознание. Вероятно, он страдал от внутреннего кровоизлияния и перитонита. Доктор Брюер сказал, что он едва ли доживёт до утра. «Я смиряюсь; такова воля Божья, — сказал Стюарт, — но я хочу видеть жену… Но да будет воля Господня». После 19:00 все в доме собрались у его постели, преподобный Джошуа Петеркин читал епископальные молитвы, и Стюарт снова сказал: «Я в отставке. Да будет воля Господня». Он умер через несколько минут, в 19:38.
Эмори Томас писал, что в смерти Стюарта была жестокая ирония: он однажды сказал, что хочет умереть от пули в голову во время кавалерийской атаки, а умер в своей постели после долгих мучений. Он надеялся умереть от сабельного удара, но умер от внутреннего кровоизлияния, фактически убитый собственной кровью.
Флора прибыла в Ричмонд только в 23:50. Днём 13 мая прошла заупокойная служба. Гроб отнесли в церковь Сент-Джеймс, где преподобный Петеркин провёл службу. Гроб доставили на кладбище Холивуд-Семетери, где преподобный Минненгерод провёл вторую службу. На похоронах присутствовал президент Дэвис.

## Семья
После смерти Стюарта в живых оставались его жена, сын и дочь:
- Флора Кук Стюарт навсегда осталась «Миссис генерал Стюарт». Её отец убеждал её уехать на север и даже обещал пропуск, но она отказалась. После смерти дочери она переехала в Норфолк. Она умерла 10 мая 1923 года, почти ровно через 60 лет после смерти мужа. Она носила траур до конца жизни.
- Джеймс Юэлл Браун Стюарт Второй впоследствии вступил в федеральную армию и дослужился до капитана. Он умер во Флориде в 1930 году. Его сыном был Джеймс Юэлл Браун Стюарт Третий (1897—1990).
- Вирджиния Пелхам Стюарт в 1887 году вышла замуж за Роберта Уоллера (1853—1923) и поселилась в Норфолке. Она умерла при родах в 1898 году.

## Наследие

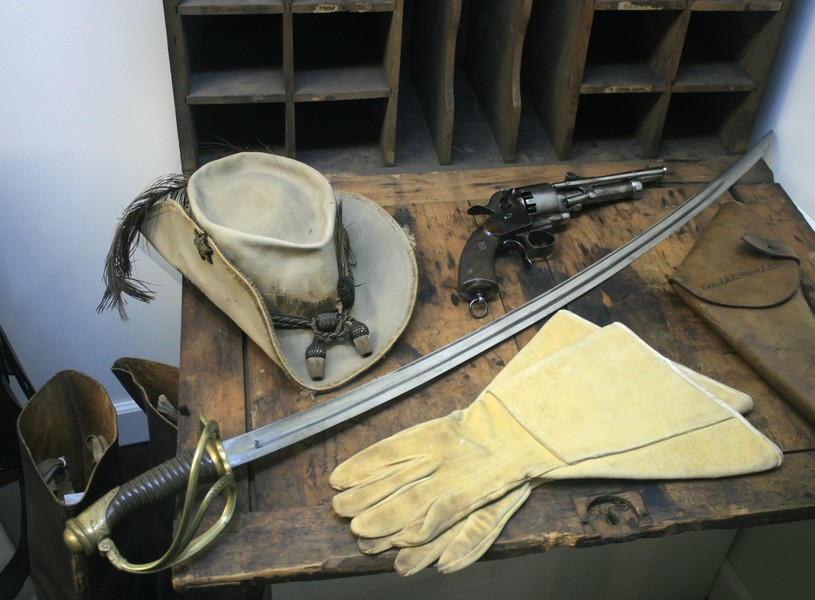
Личные вещи Стюарта в музее Конфедерации в Ричмонде

В начале XX века архитектор и бывший капитан армии Конфедерации Мэрион Диммок предложил воздвигнуть конную статую Стюарта, взяв за образец статую британского генерала Джеймса Аутрама, авторства Джона Генри Фоли. Работу выполнял Фредерик Мойнихэн, который когда-то работал с Фоли. Уже на стадии проекта заказчики обратили внимание на слишком большое сходство статуй Аутрама и Стюарта. Мойнихен внёс некоторые изменения, и 30 мая 1907 года памятник был официально открыт.
18 июня 1888 года был открыт памятник на месте ранения Стюарта у Йеллоу-Таверн. На церемонии присутствовали многие ветераны сражения, в том числе и Фицхью Ли, который в то время был губернатором Вирджинии. Создание монумента лично контролировала Флора Кук Стюарт. В мае 1964 года на этом месте проходила церемония по случаю 100-летия сражения при Йеллоу-Таверн.
В 1921 году Чарльз Хоффбауэр завершил четыре фрески, известные как «Four Seasons of the Confederacy». Стюарт изображён в секции «Осень», где он символизирует период неудач Конфедерации.
Три высшие школы были названы именем Стюарта в Вирджинии. В 2015 году в Вирджинии начались споры по переименованию высшей школы « J.E.B. Stuart High». Инициаторы ссылались на этические ценности округа Фэйрфакс и расовое разнообразие округа. В результате стороны пришли к компромиссу: было решено назвать школу «Stuart High».
Танки М3 и М5 «Стюарт» были так названы в британской армии в честь генерала Стюарта.

### В кино
- В фильме «Дорога на Санта-Фе» (1940 г.) Стюарта сыграл Эррол Флинн.
- В фильмах «Геттисберг» (1993 г.) и «Боги и генералы» (2003 г.) генерала Стюарта сыграл Джозеф Фукуа[англ.].